# Musée Baron-Martin
Pour les articles homonymes, voir Baron et Martin.
Le musée Baron-Martin est le musée d'art et d'histoire de la ville de Gray en Haute-Saône, en Bourgogne-Franche-Comté. Hébergé depuis 1903 dans le château de la ville, qui domine la  Saône, il expose une riche collection d'œuvres d'art et d'archéologie, allant de l'Antiquité à nos jours. Le nom du musée fait référence au baron Alexandre Martin (ancien propriétaire du château).

## Histoire

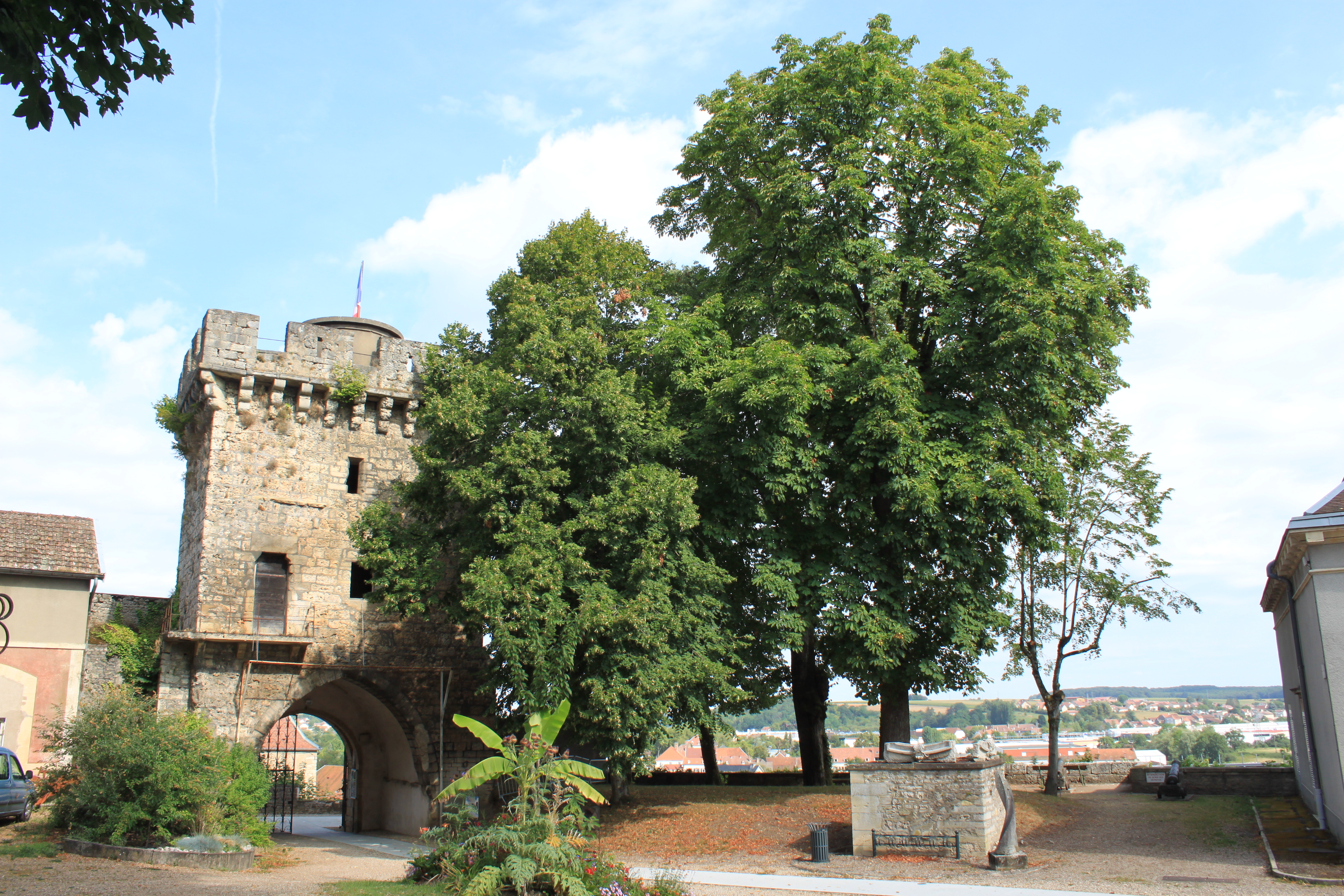
Parc du château avec la tour du Paravis.

Le château de Gray est tout d'abord un château médiéval datant du XIIIe siècle dont il ne reste plus que la tour du Paravis, les murs d'enceinte, et les sous-sols voûtés,.
Après la conquête de Louis XIV, le château devient propriété du roi. Louis Fabry de Montcault, seigneur engagiste et gouverneur de la citadelle de Besançon, remanie le château au début du XVIIIe siècle. En 1777, il est repris par Louis Stanislas, frère du roi Louis XVI et futur Louis XVIII,. Lorsque la Révolution éclate, Louis Stanislas émigre et le château est déclaré bien national.

C'est dans cet édifice réaménagé que loge actuellement le musée Baron-Martin.

### Prud'hon à Gray

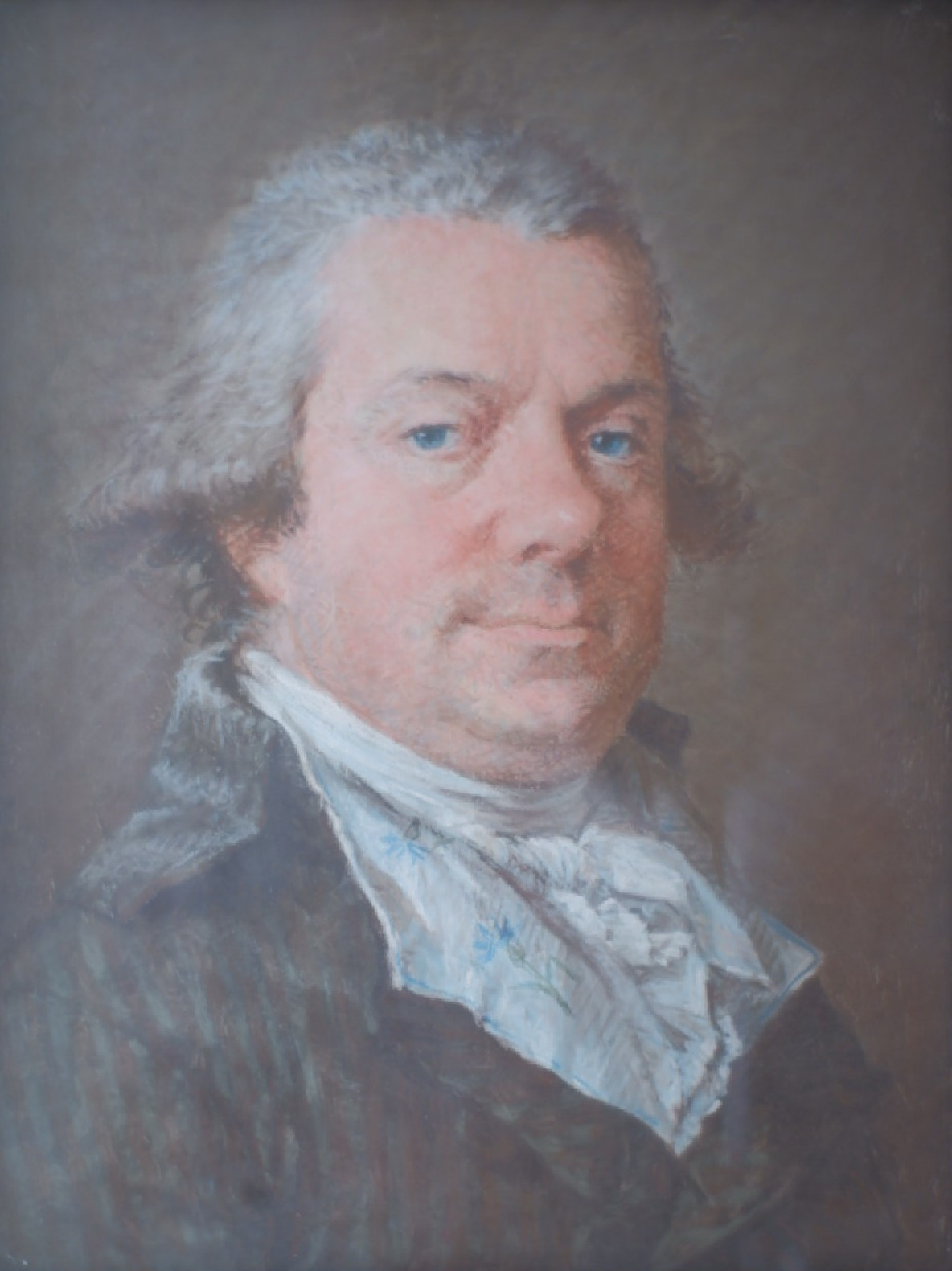
Pierre-Paul Prud'hon, Portrait de Claude Marie Rey de Morande, 15 septembre 1796, Gray, musée Baron-Martin.

Le peintre, Pierre-Paul Prud'hon, qui avait été l'élève du graylois François Devosge, fuit Paris pour des raisons à la fois économiques et politiques et se rend à Rigny, près de Gray en 1794,.
Lorsqu'il arrive à Rigny, Prud'hon est un peintre néoclassique, fervent lecteur de Winckelmann. Il réalise des portraits à l'huile et au pastel des personnes qu'il rencontre. C'est à ce moment que sa sensibilité change et que son néoclassicisme se mue en préromantisme ; ses personnages y gagnent en naturel et en tension dramatique. Cette utilisation du pastel est une parenthèse féconde au cours de laquelle il réalise les portraits de graylois, notamment ceux de M. et Mme Febvre (parents de la baronne Martin) et de Perron, l'intendant du château de Gray,,. 

### Le château du baron Martin

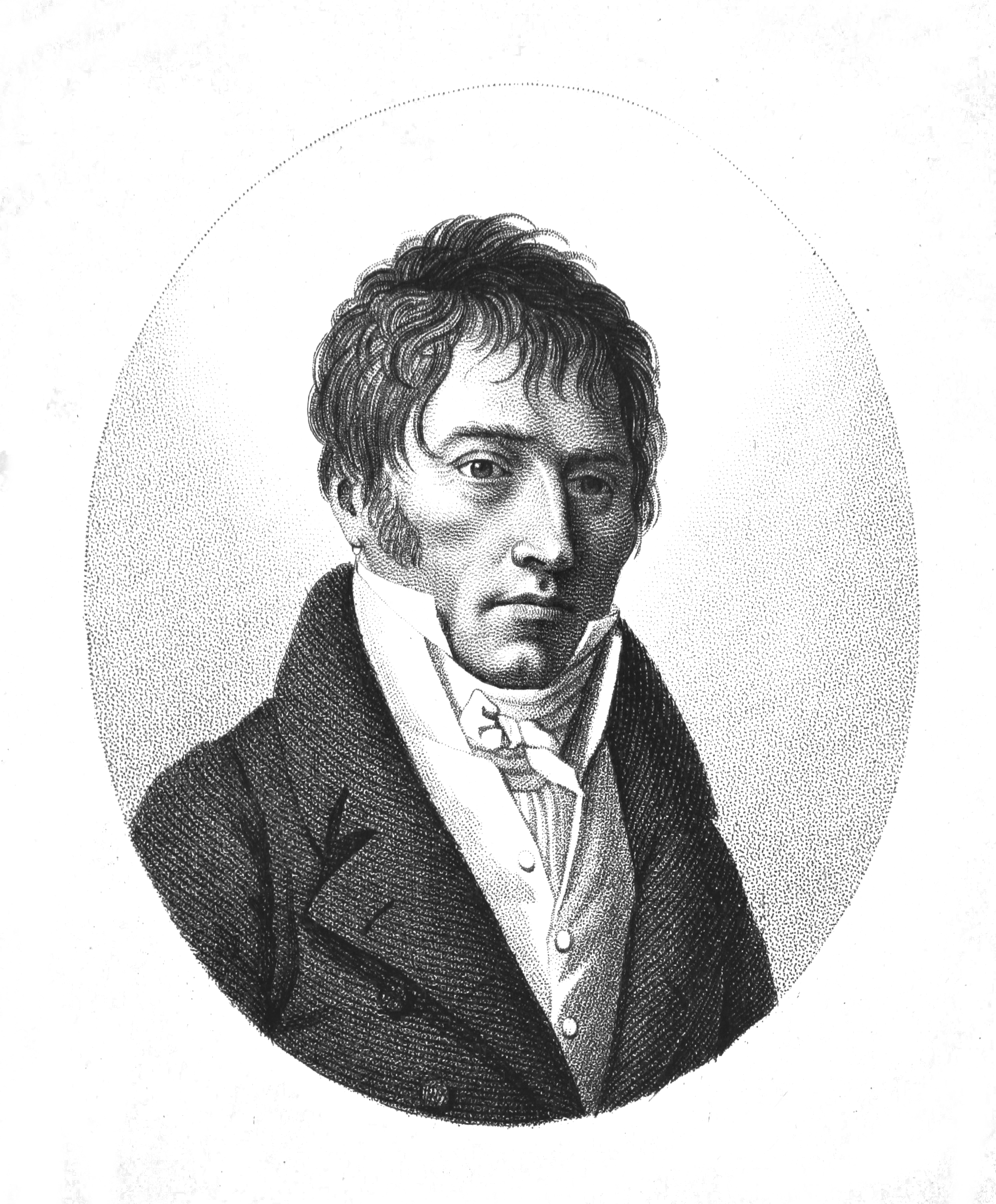
Portrait d'Alexandre Martin de Gray dit baron Martin, Gray, bibliothèque patrimoniale.

Alors que Prud'hon achève son séjour en 1796, François Martin fait l'acquisition du château de Gray pour son fils Alexandre Martin la même année,. Il épouse la fille de M. et Mme Febvre et fait de ce château sa résidence. Edmond Pigalle, leur petit-fils, passe régulièrement ses vacances d'enfant au château. Alexandre Martin vivra dans ce château jusqu'à sa mort en 1864. À compter de cette date la propriété passe aux mains de diverses familles grayloises qui se succèdent.

### Création du musée municipal
La question de l'acquisition du château par la ville se pose dès 1788 lorsque Louis Stanislas en propose l'acquisition aux édiles. Le sujet revient assez régulièrement alors que les propriétaires se succèdent et qu'un premier musée présentant une petite collection a ouvert dans les salons de l'hôtel de ville dans les années 1850 ,,. Cependant l'acquisition du château est toujours repoussée en raison d'un prix de vente trop élevé.

#### Le musée s'installe au château

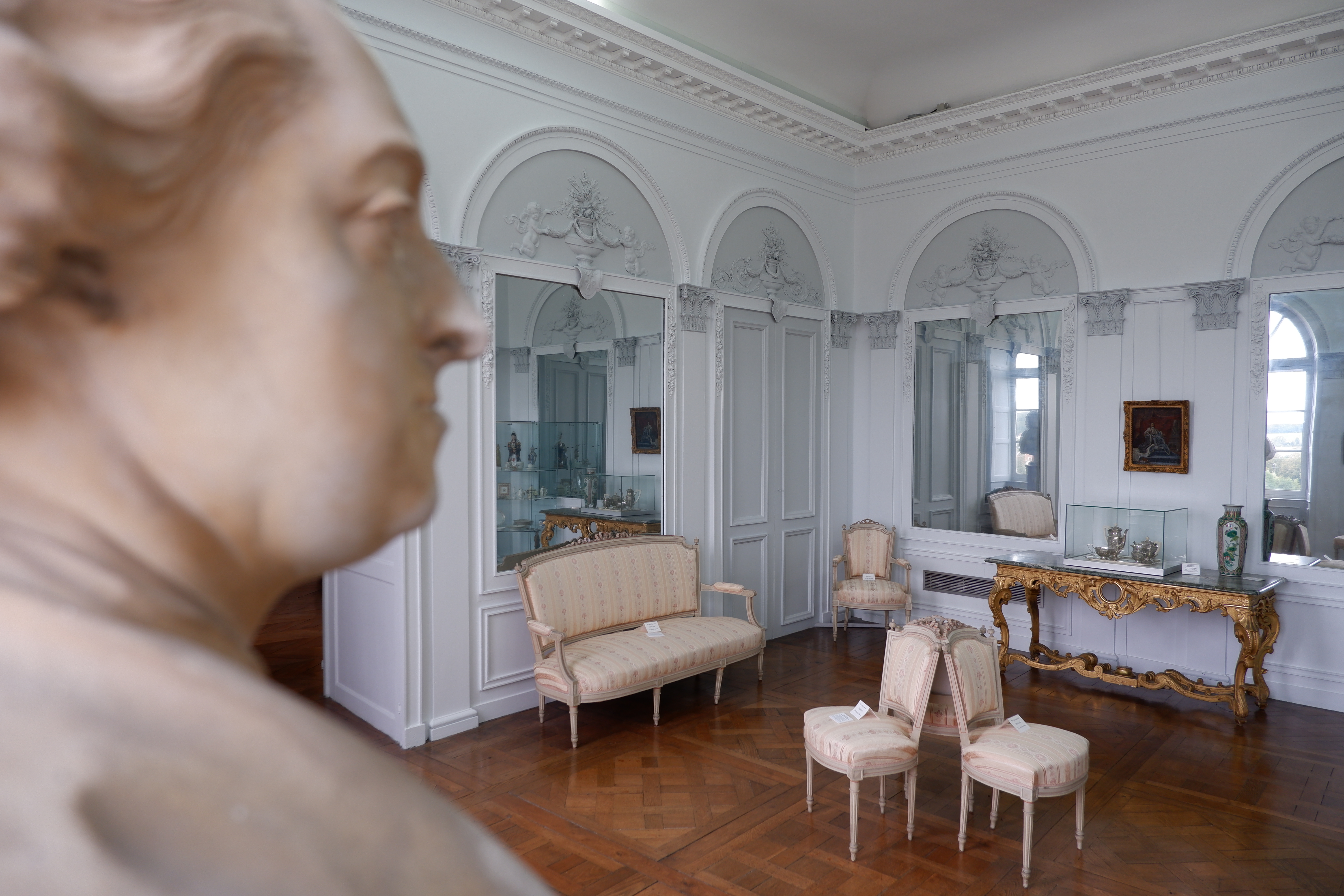
Salon des Glaces de style Louis XVI, au rez-de-chaussée.

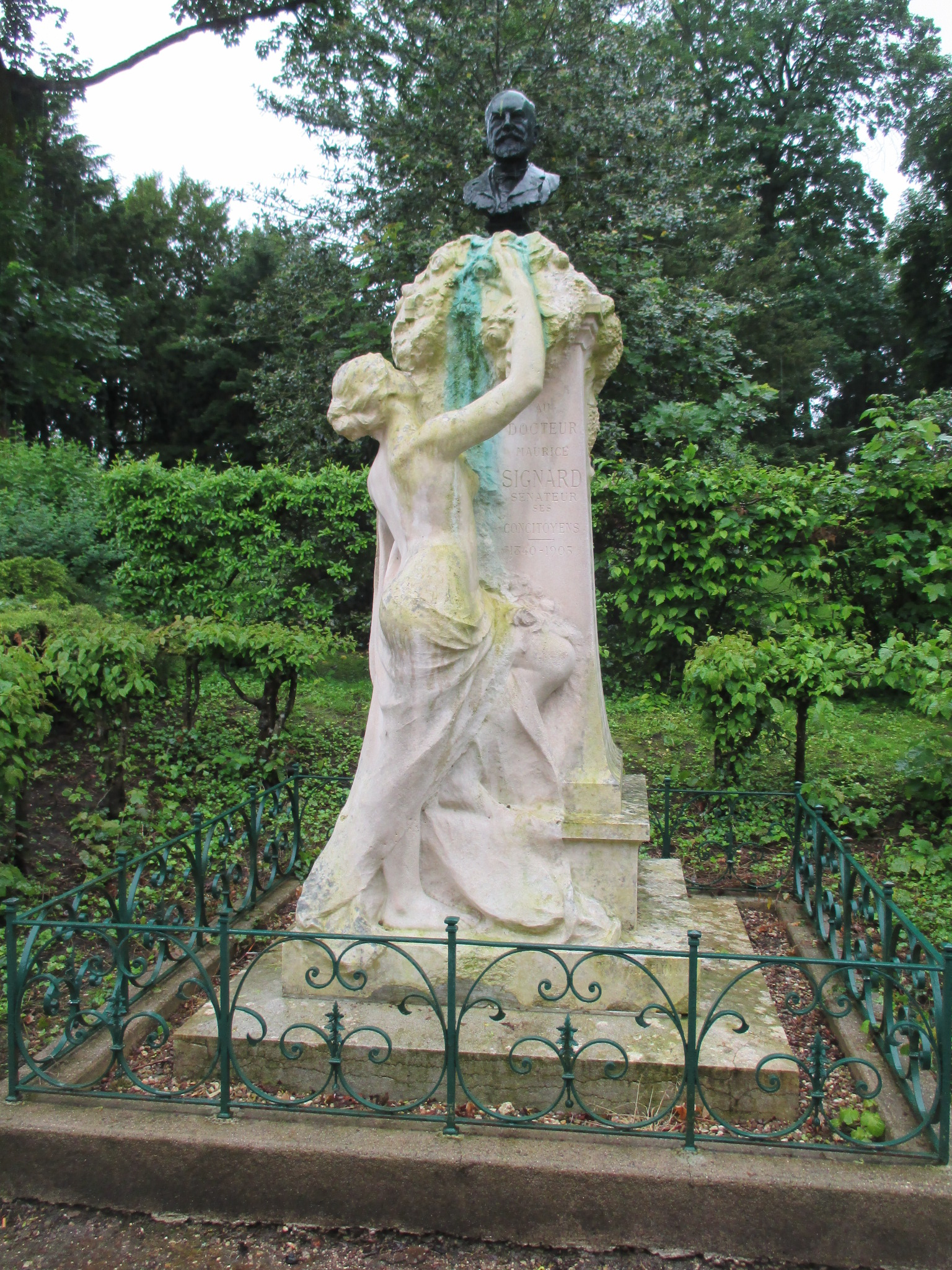
Georges Iselin, Monument à Maurice Signard, 1908, Gray, parc du musée Baron-Martin.

La décision des héritiers du dernier propriétaire de ne pas conserver le château, hâte son achat par la ville en 1901, dans le dessein d'y héberger un musée et d'autres fonctions,,. En 1902, les conseillers municipaux décident de l'installation du musée dans le château. Le musée qui ouvre en 1903 se limite au rez-de-chaussée du bâtiment et se compose de 14 salons, parmi lesquels un « Salon des Glaces » de style Louis XVI,,.  
La fonction de conservateur est confiée à Joseph Roux (professeur de dessin au collège de Gray) qui réalise un premier catalogue du musée qui recense 244 références. Le peintre Antoine Druet est associé au projet ainsi que son professeur Jean-Léon Gérôme. Les collections du musée s'enrichissent d'achats faits au Salon des artistes français ,. Le musée bénéficie également du soutien du député Charles-Maurice Couyba.

#### Le musée s'agrandit

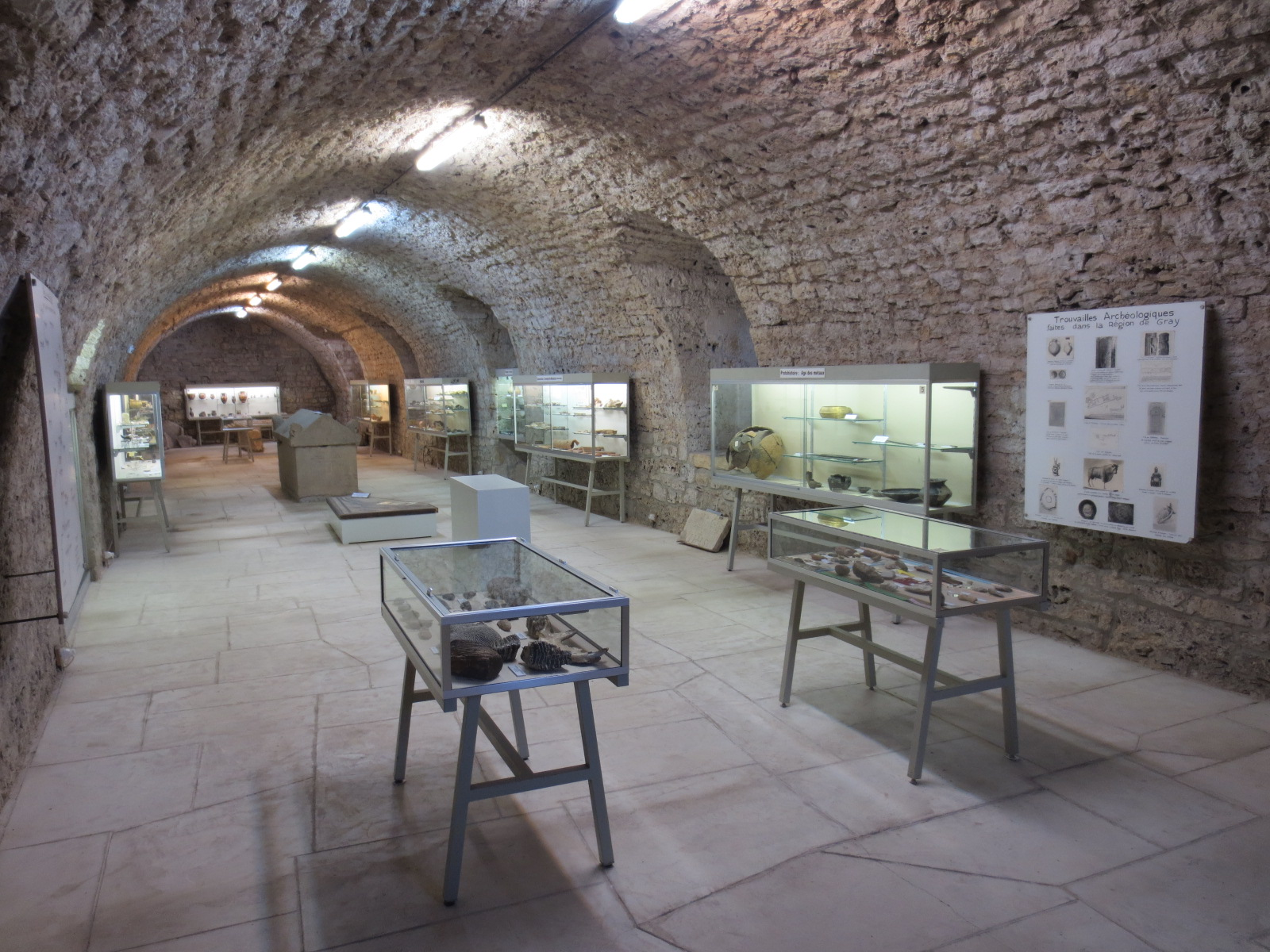
Sous-sol réhabilité en 1974, abritant les collections archéologiques.

Dès 1906, soit trois ans après l'ouverture, l'idée d'élargir les fonctions du musée se répand,. La ville charge donc l'architecte voyer Natey de dresser les plans d'un aménagement des combles pour agrandir l'espace exploitable, cela offre un vaste espace d'exposition achevé en 1913,.
Une loterie nationale est lancée et les dons affluent de toutes parts ; il ne se passe pas une semaine sans que le maire Maurice Signard ne reçoive une peinture, une gravure ou une sculpture,.
Les bombardements allemands de 1940 endommagent l'édifice qui doit alors faire l'objet de réparations,.
Le sous-sol du château est réhabilité en 1974 et concrétise le souhait d'avoir un musée archéologique à Gray en proposant ce nouvel espace entièrement consacré à l'archéologie,.

### Donateurs

#### Les trois amis

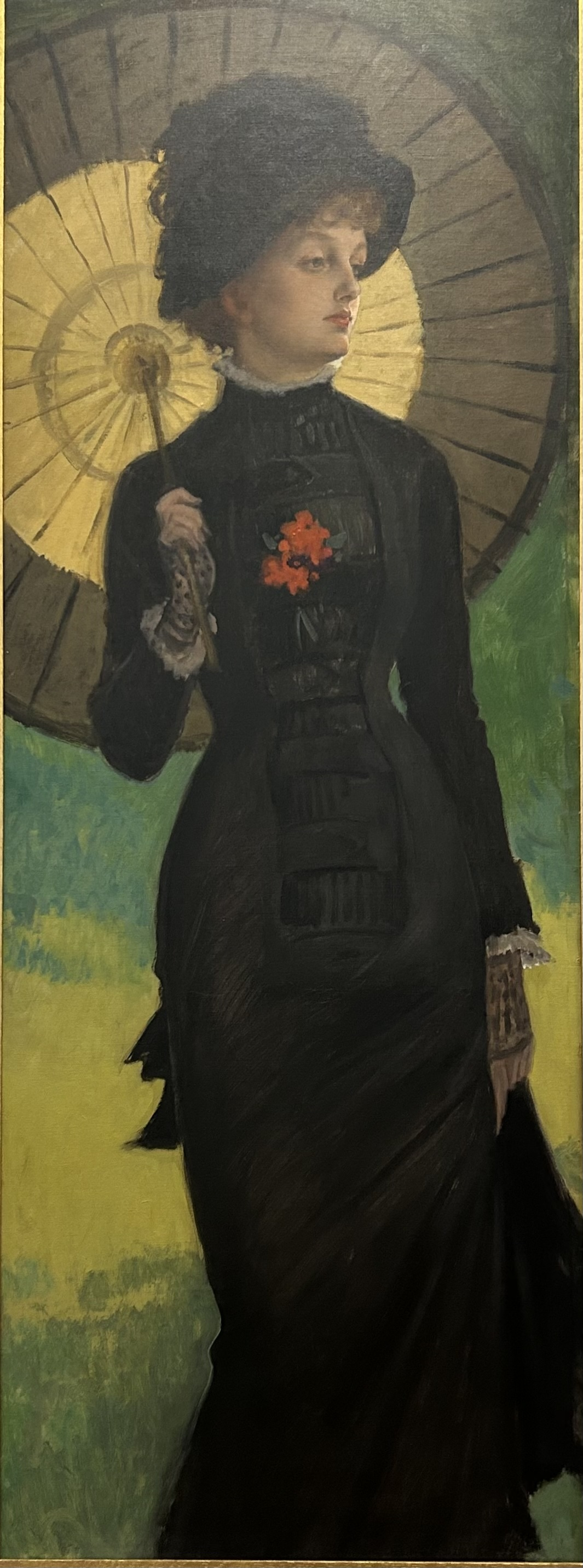
James Tissot, La Dame à l'ombrelle, c. 1880, don d'Edmond Pigalle, Gray, musée Baron-Martin.

Trois amis de lycée — Edmond Pigalle, Jules Maciet et Georges Bihourd — contribuent très tôt à l'enrichissement des collections. Pigalle est le petit-fils du baron Martin ; durant son enfance il a passé de nombreuses vacances au château et se prend donc de passion pour ce nouveau musée,. Souhaitant enrichir les collections, il joint ses amis Maciet et Bihourd au projet ; il voit là l'occasion de rendre un vibrant hommage à ses grands-parents,.

Georges Bihourd (1846-1914), Jules Maciet (1846-1911) et Edmond Pigalle (1844-1921)
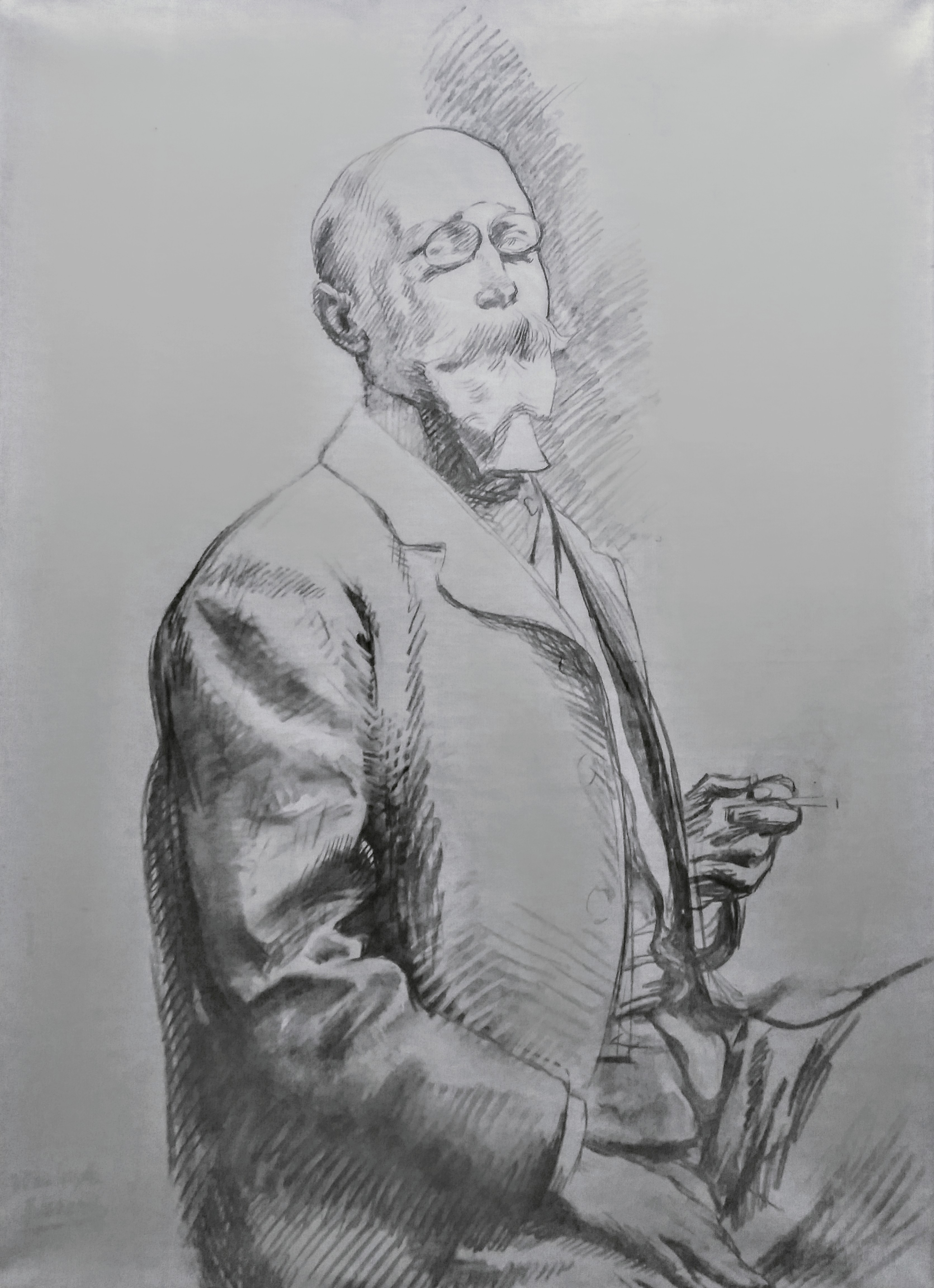
Albert Besnard, Portrait de M. Bihourd, av. 1921, Gray, musée Baron-Martin.
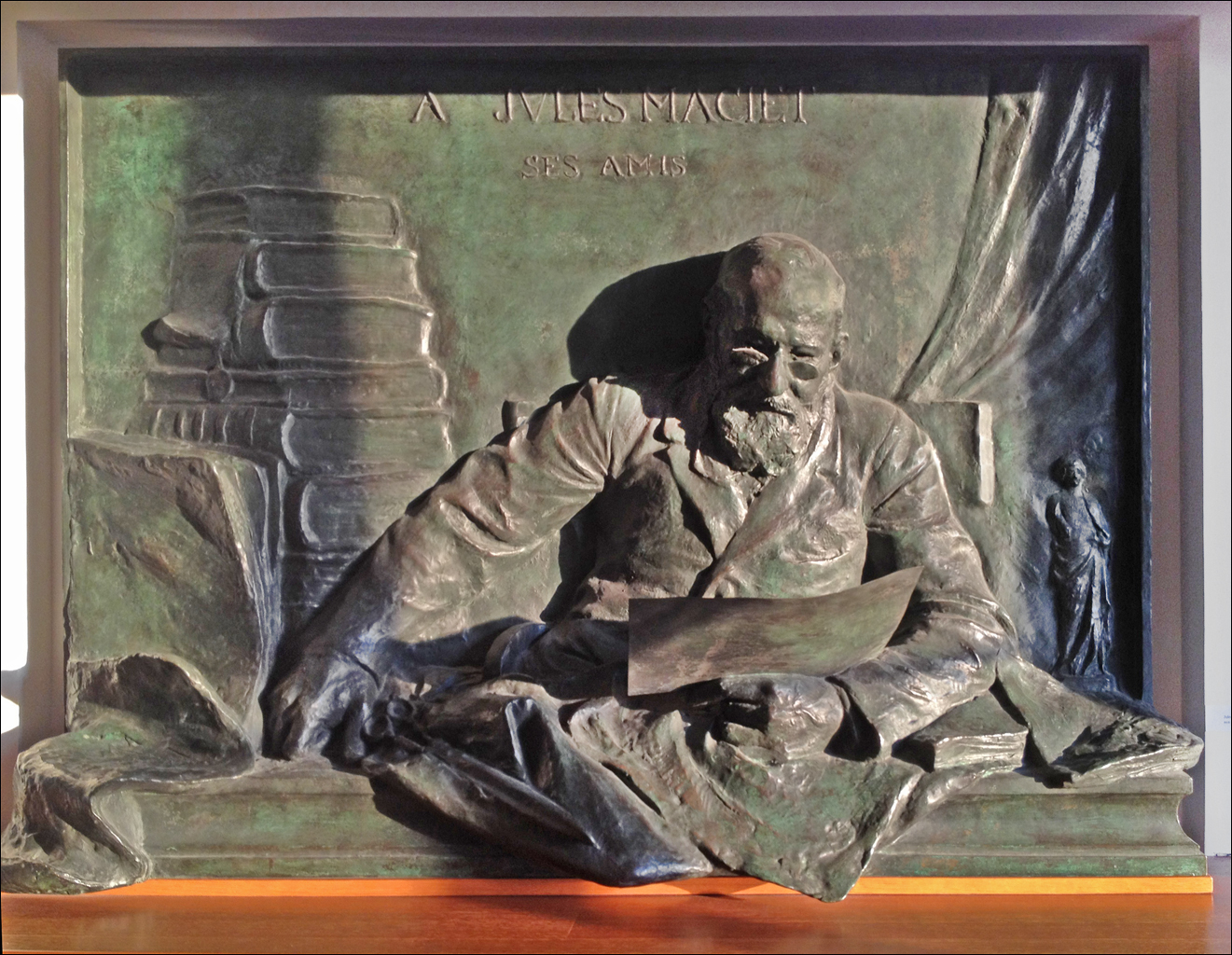
Alfred Lenoir, Jules Maciet, 1914, Paris, MAD.
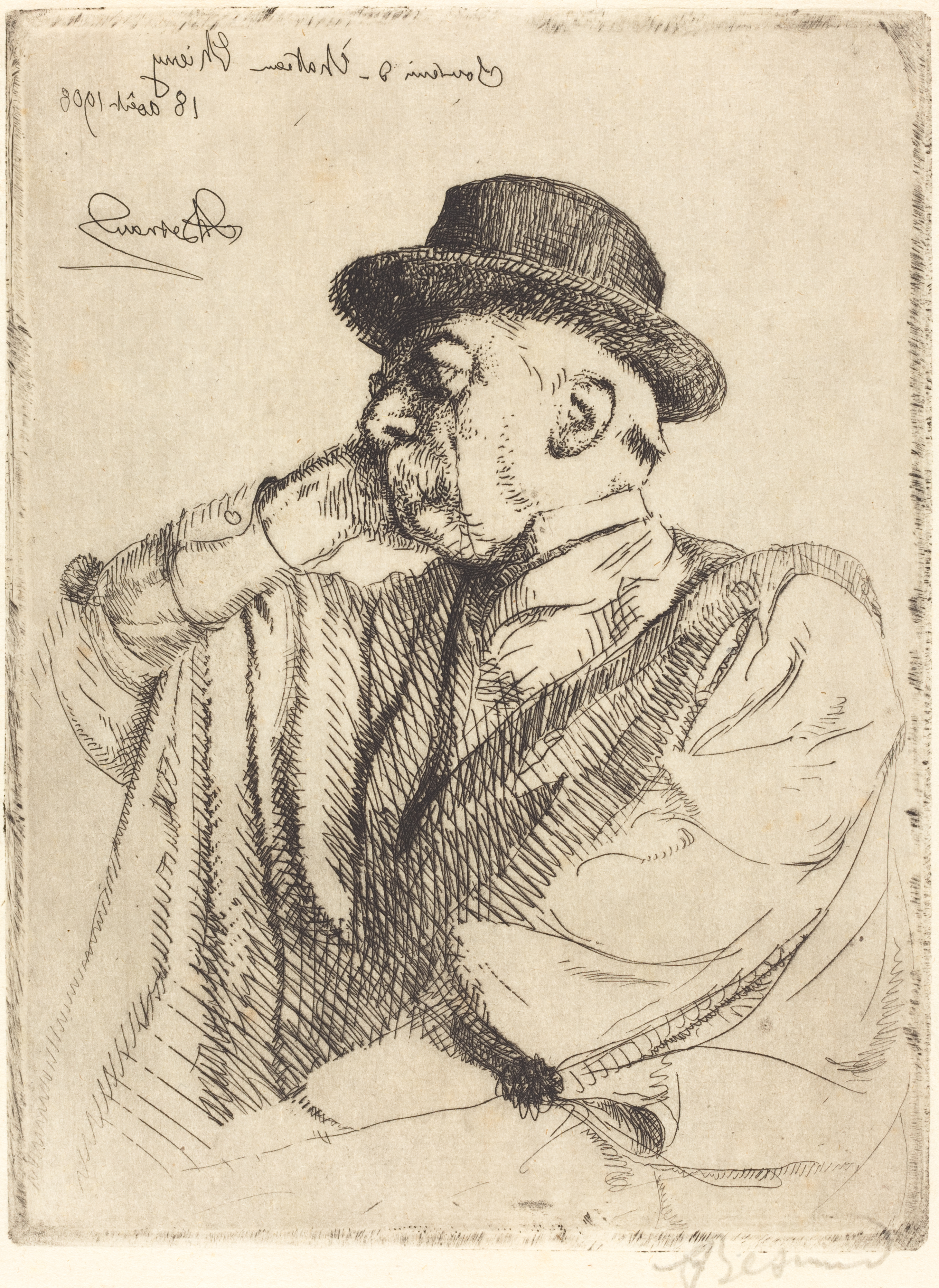
Albert Besnard, Edmond Pigalle, 1908, Washington, NGA.

Les trois amis dotent le musée d'œuvres qui se complètent bien. Par exemple Pigalle offre La Dame à l'ombrelle de Tissot tandis que Maciet donne la Convalescente ; deux toiles représentant Mme Newton, la muse de Tissot. De même, Maciet et Bihourd offrent de nombreuses œuvres sur le thème des théâtres, des cafés et des parties de cartes qui reflètent bien l'ambiance de la Belle-Époque. Les trois amis connaissent personnellement certains artistes comme Edmond Aman-Jean (cousin de Jules Maciet) ou Albert Besnard (dont Georges Bihourd est un des premiers admirateurs), ce qui explique la forte présence de ces deux artistes dans les collections du musée.,.

##### Retour des pastels

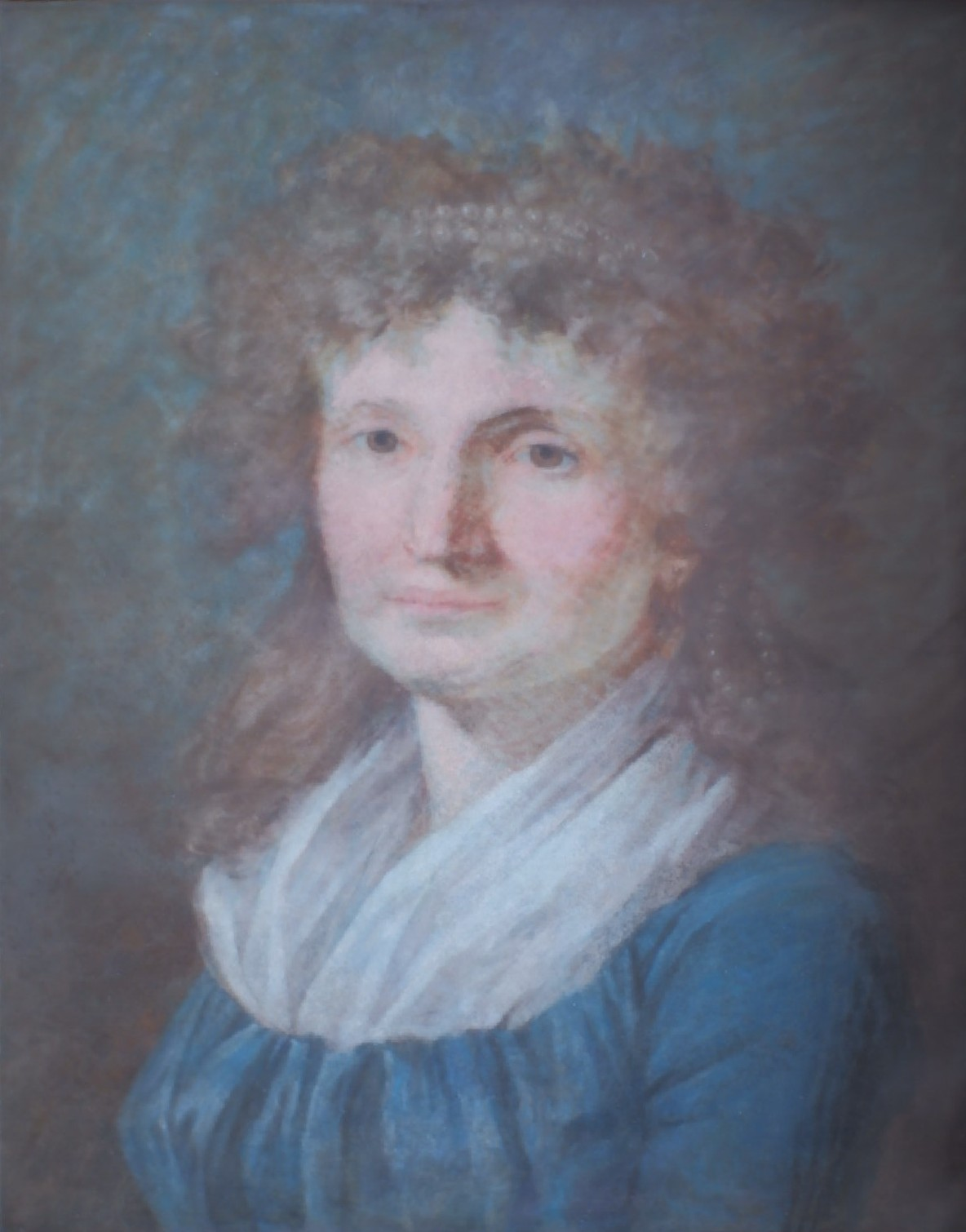
Pierre-Paul Prud'hon, Portrait de Jeanne Marie Angélique Palate de Missy - Rey de Morande (1769-1823), 3 octobre 1796, Gray, musée Baron-Martin.

Le musée est nommé musée Baron-Martin en 1913, en hommage à Alexandre Martin et à son petit-fils Edmond Pigalle,. En 1921, Edmond Pigalle lègue sa collection au musée, ce qui permet au musée de se doter de pastels que Prud'hon avait réalisé à Gray,.

#### La famille Delafontaine

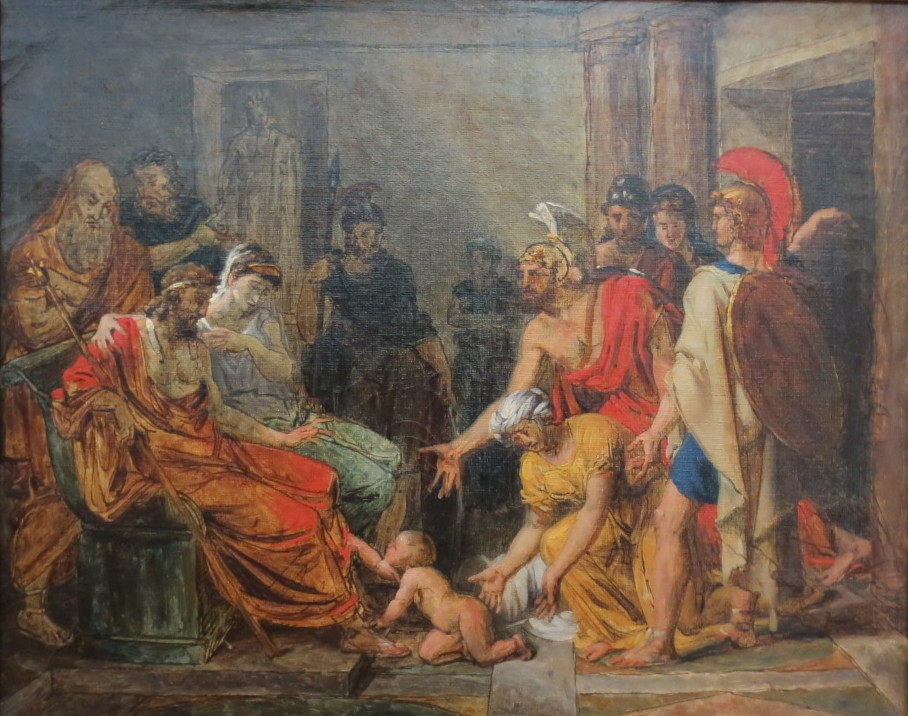
École française, Le jeune Pyrrhus à la cour du roi Glaucias (esquisse), 1^{er} quart du XIXe siècle, legs A. P. de Mirimonde.

En 1932, le legs de la famille Delafontaine enrichit les collections d'œuvres de l'artiste néoclassique Pierre-Maximilien Delafontaine, de son gendre Merry-Joseph Blondel et de leurs contemporains ; car Delafontaine collectionnait les artistes de son temps.

#### Albert Pomme de Mirimonde
Albert Pomme de Mirimonde (président de chambre à la Cour des comptes) réalise le premier catalogue raisonné publié du musée Baron-Martin en 1959. Issu d'une famille d'amateurs d'art, il collectionnait lui aussi les œuvres d'art en s'inspirant des méthodes de Maurice Magnin,. Il avait un goût certain, pour la peinture de l'époque moderne de la Belgique et des Pays-Bas, notamment les portraits ; ainsi qu'une fascination pour les esquisses du XVIIIe siècle. Le legs de sa collection a fait l'objet d'une exposition temporaire au musée du Louvre.

#### La famille Clerget-Bondon
Odette Clerget-Bondon a légué en 2019 une collection de peintures du XXe siècle d'artistes célèbres comme Utrillo, Marie Laurencin, Foujita ou Vlaminck. Ces peintures sont accompagnées d'une collection de montres du XVIIIe siècle. C'est une collection constituée en grande partie par son père René Clerget, banquier et homme d'affaires né à Arc-lès-Gray, la commune voisine du musée et Victoria sa femme,.

## Collections

### Étage
La grande galerie du premier étage accueille trois à quatre expositions temporaires par an, sur des thèmes variés allant de l'archéologie, ou de l'histoire locale, à l'art traditionnel, ou plus contemporain.

### Rez-de-chaussée
Au rez-de-chaussée, le musée présente sa collection permanente dans ses 14 pièces de couleur claire au lignes dépouillées ouvrant un panorama sur la ville et ses jardins. Les œuvres exposées vont de l'Antiquité à nos jours et les chefs-d’œuvre sont La Dame à l'ombrelle de James Tissot, le portrait de la Cantatrice Margyl de Giovanni Boldini, trois huiles sur cuivre de Jan van Kessel, les Plaisirs de l'hiver d'après Hendrick Avercamp, une Couronne de fleurs de Brueghel de Velours, l'Enfant au chien de Jacob van Loo, Le Galant Colporteur de François Boucher, une vue du vésuve de Turpin de Crissé, deux bergers de Rosa de Tivoli, un autoportrait d'Oudry et une importante collection de dessins et de pastels de Prud'hon. Dans les œuvres plus récentes, on peut citer À la cuisine de Fujita, la Marchande d'arums de Toffoli, le Tapis rouge de Cavaillès et le Portrait de jeune femme blonde de Marie Laurencin. 

Quelques œuvres de la collection permanente
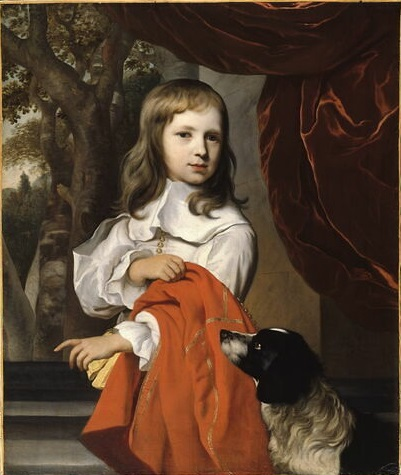
Jacob van Loo, Jeune Garçon au chien.
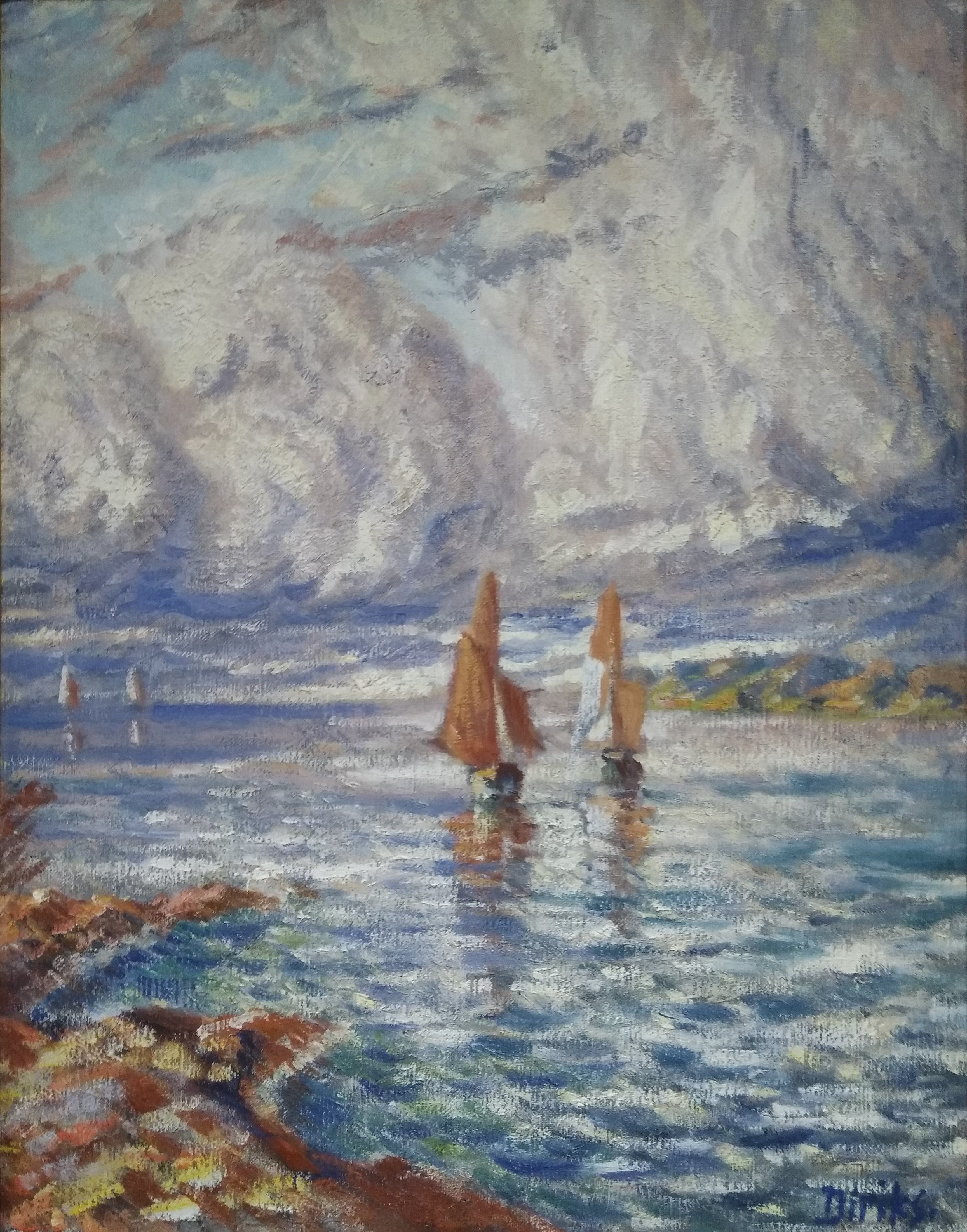
Karl-Edvard Diriks, Estuaire avec voiliers sous un ciel nuageux, c. 1910.
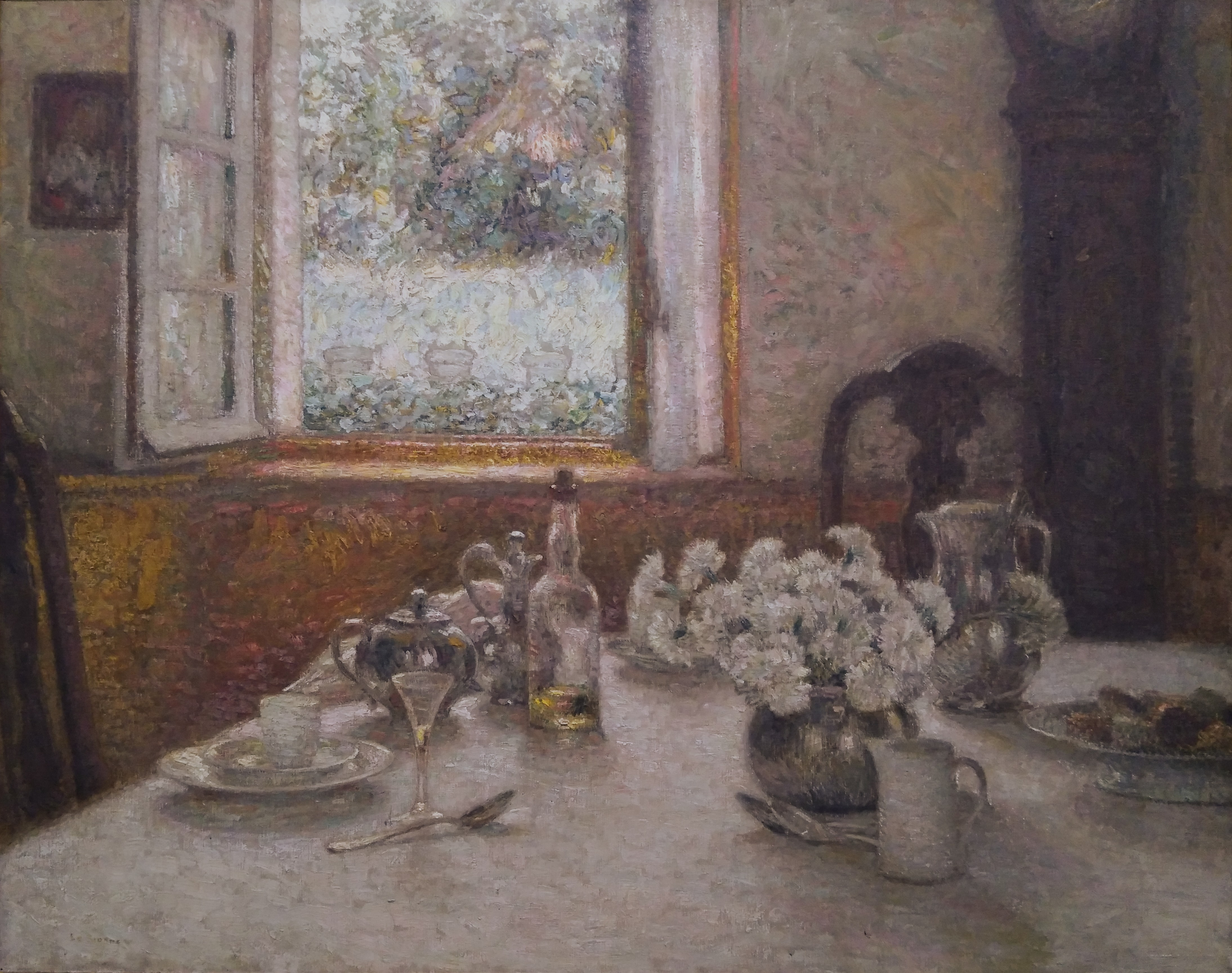
Henri Le Sidaner, Le Dessert, 1903, dépôt du musée d'Orsay.
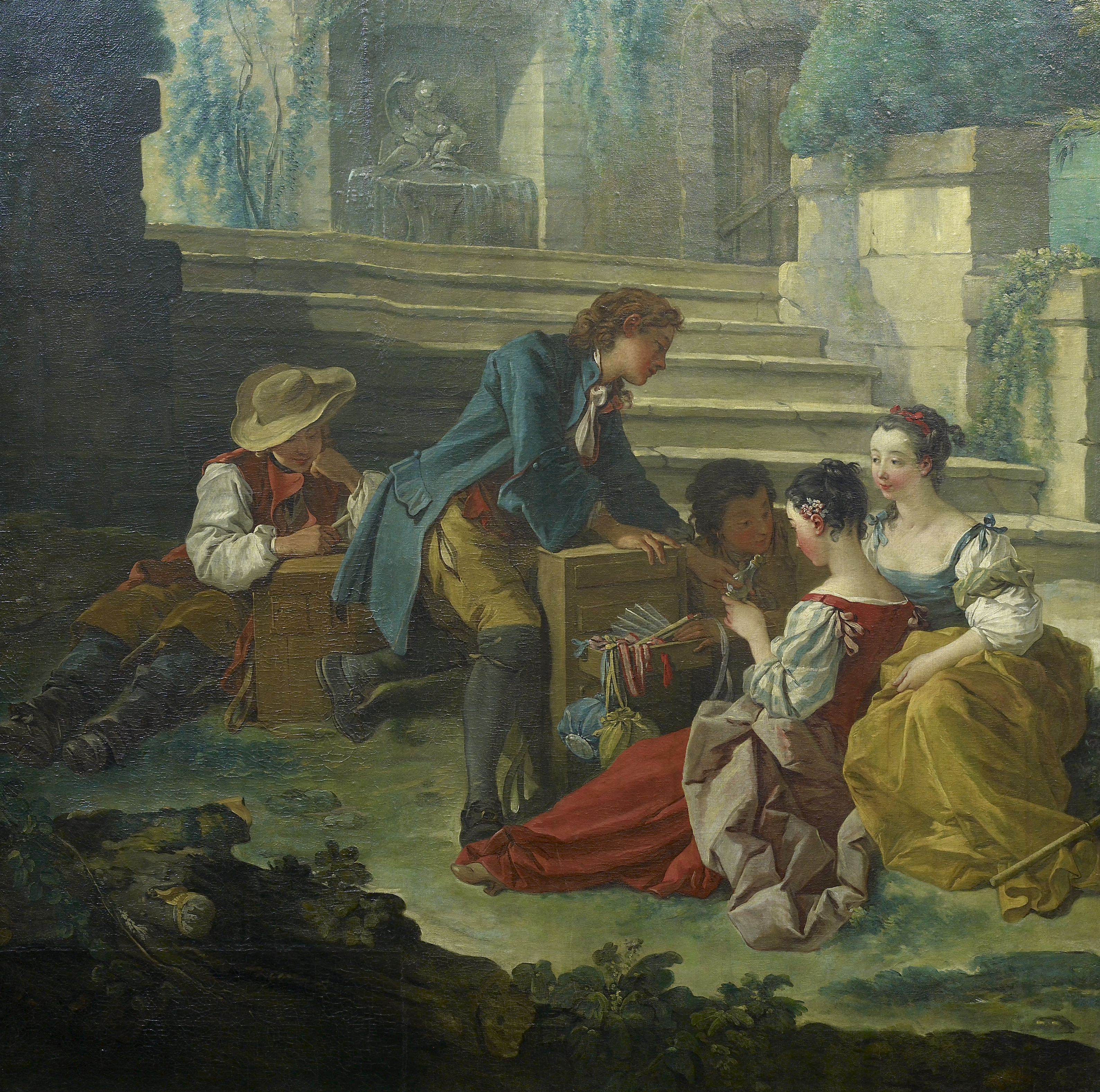
François Boucher, Le Galant Colporteur.
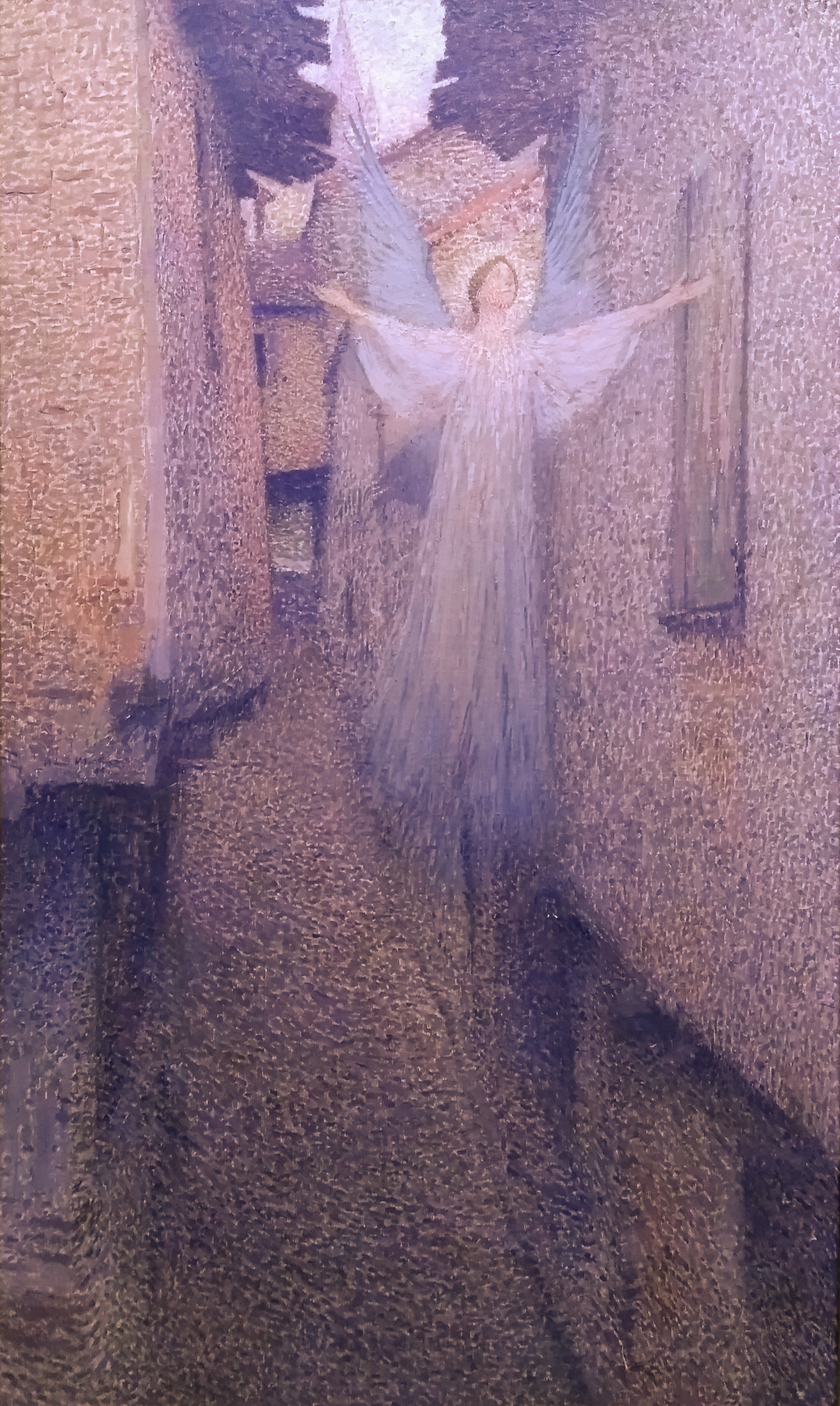
Henri Martin, L'Apparition.
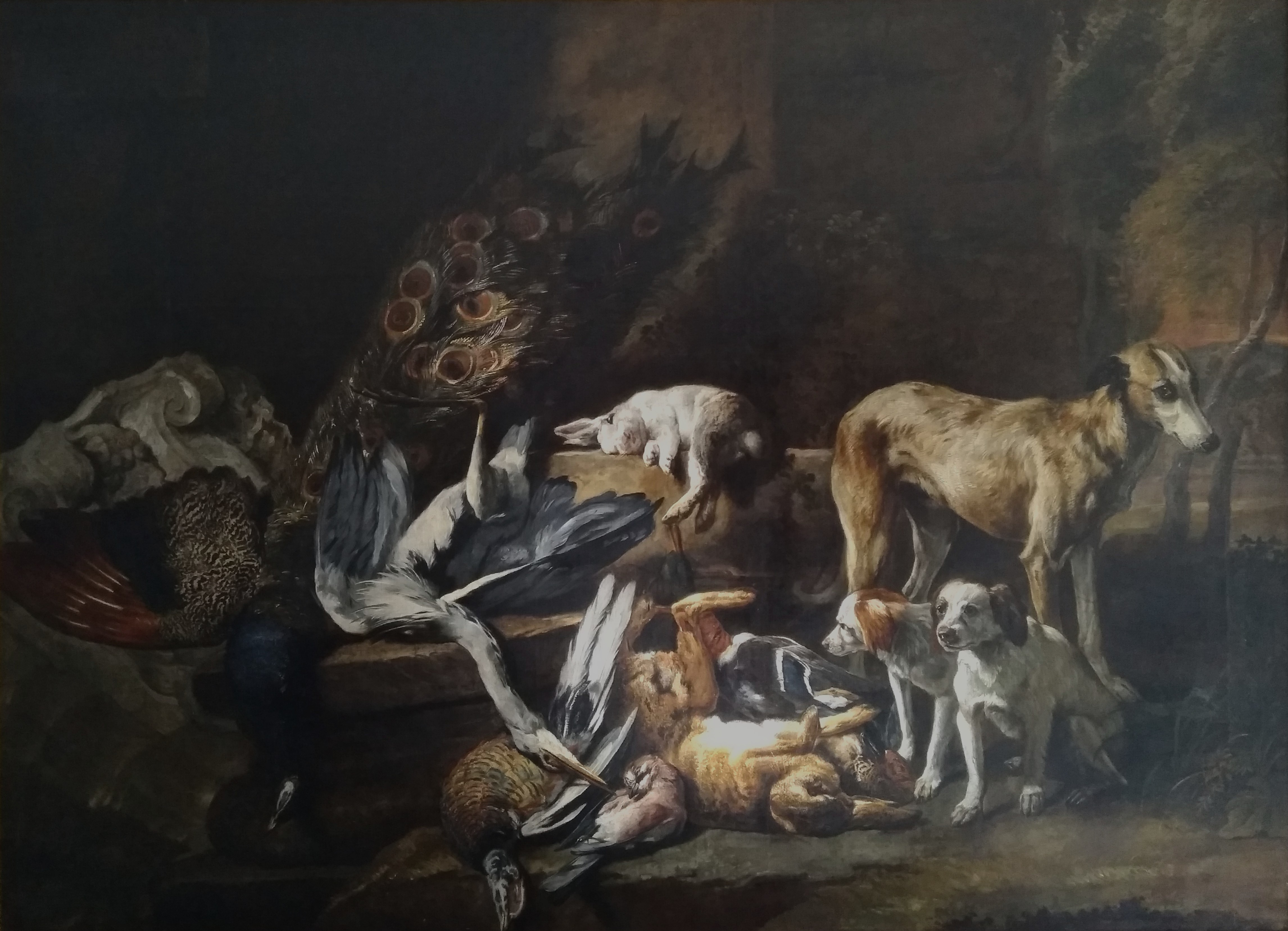
Jacopo Crivelli, Trophée de chasse, XVIIIe siècle, MNR, dépôt du musée du Louvre[38].
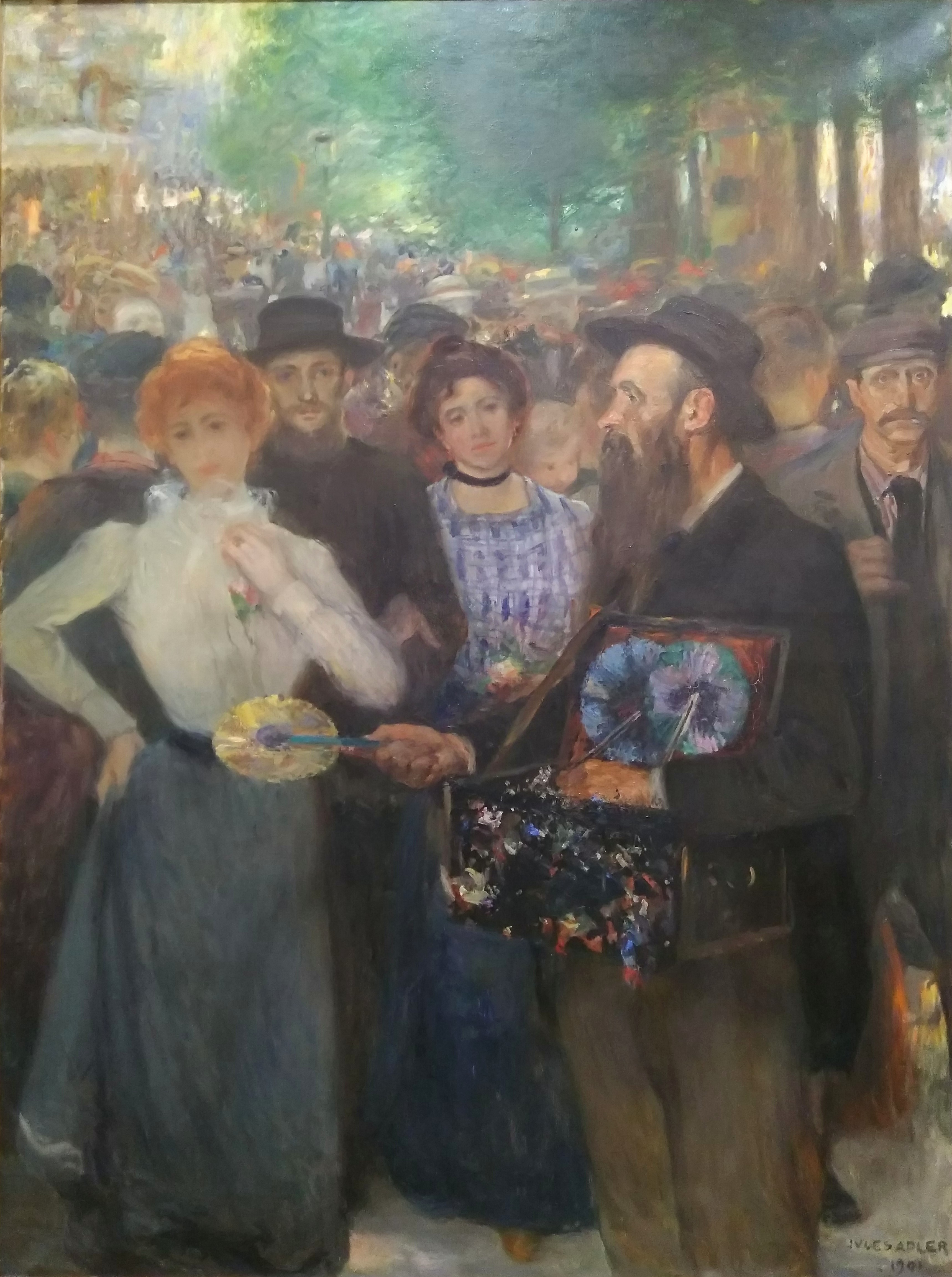
Jules Adler, Soir d'été à Paris, 1901.
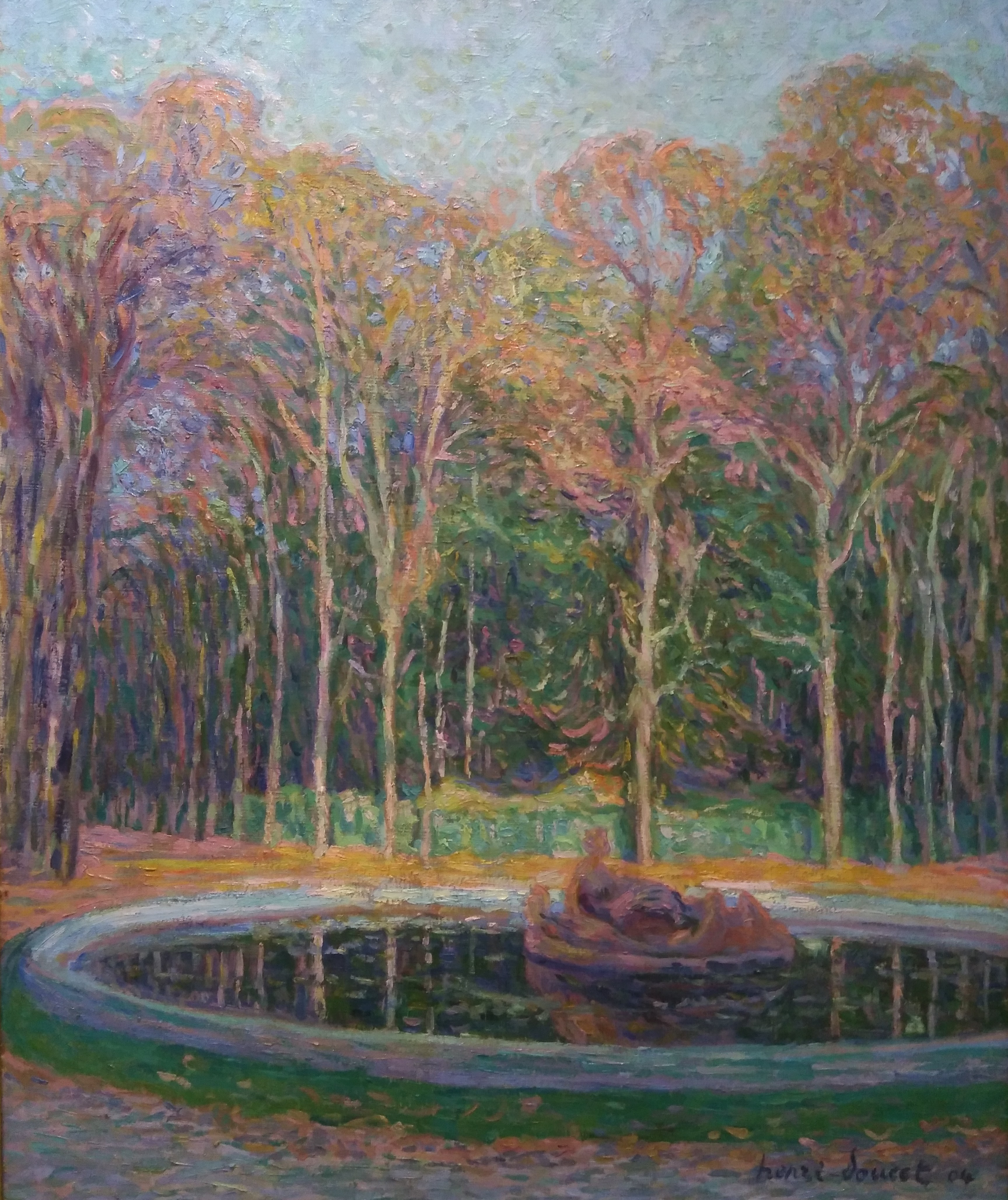
Henri Doucet, Pièce d'eau à Versailles.
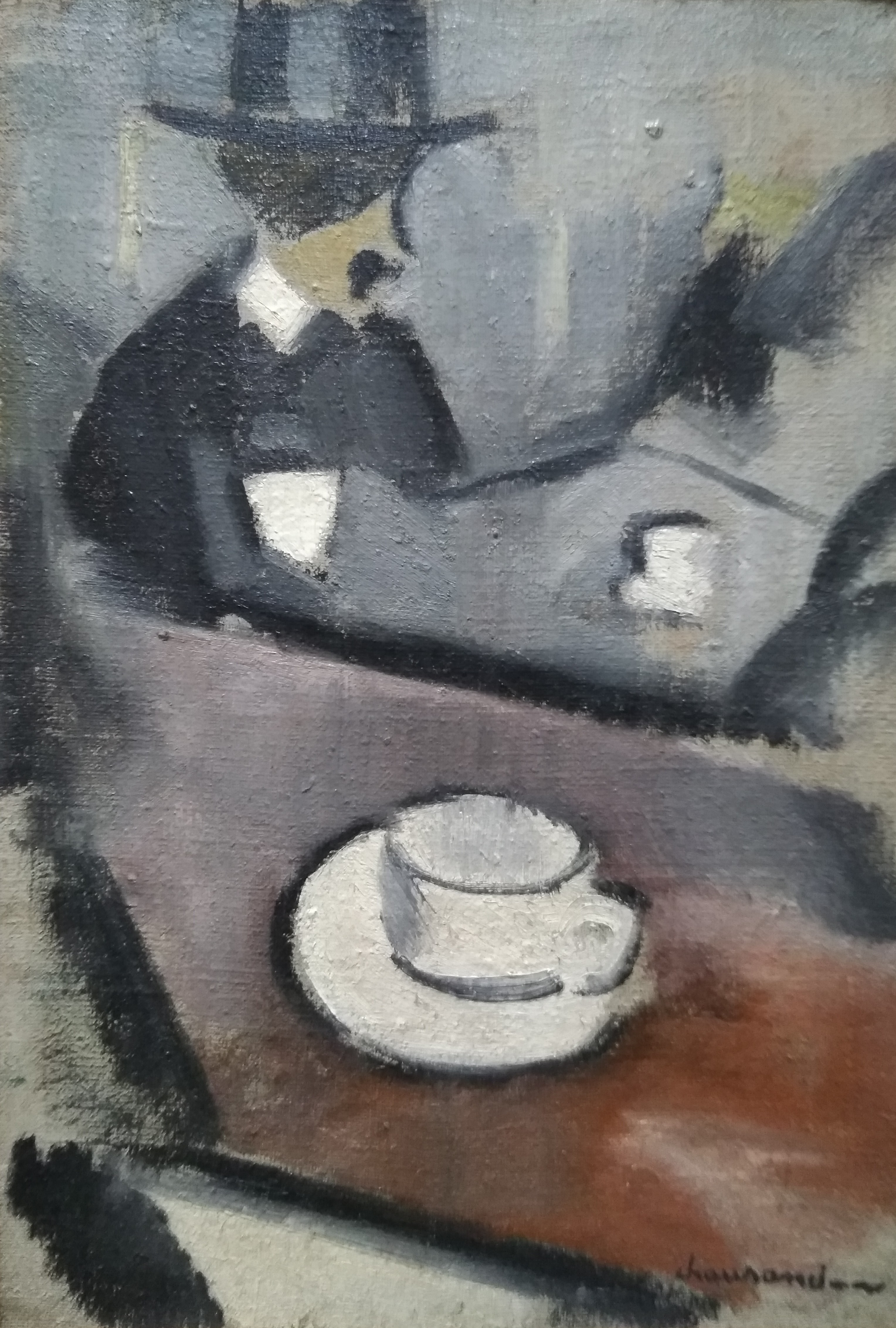
Jean-Raoul Chaurand-Naurac, Abel au café, 1902, dépôt FNAC.
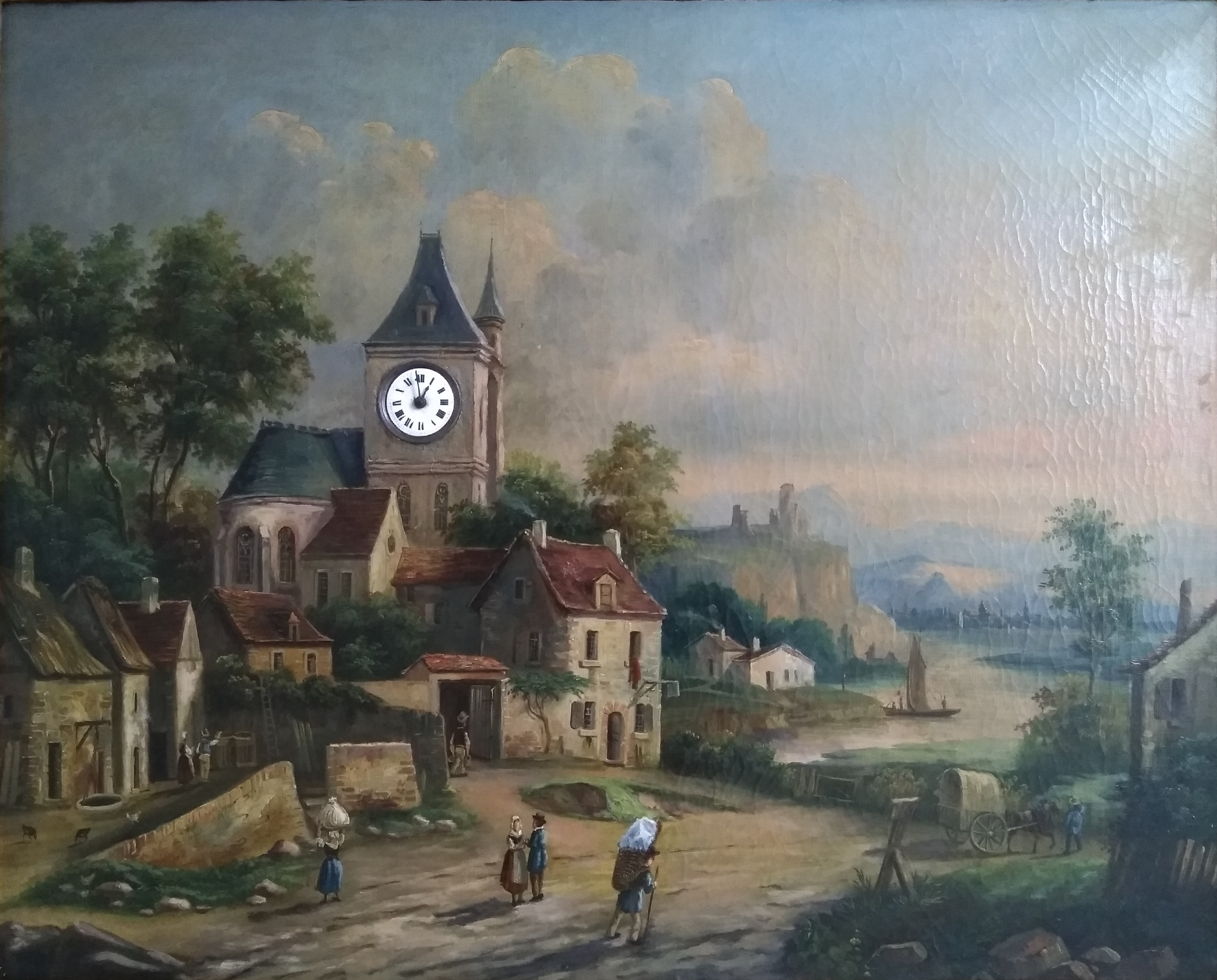
Anonyme, La rue du village (tableau à surprises), XIXe siècle.
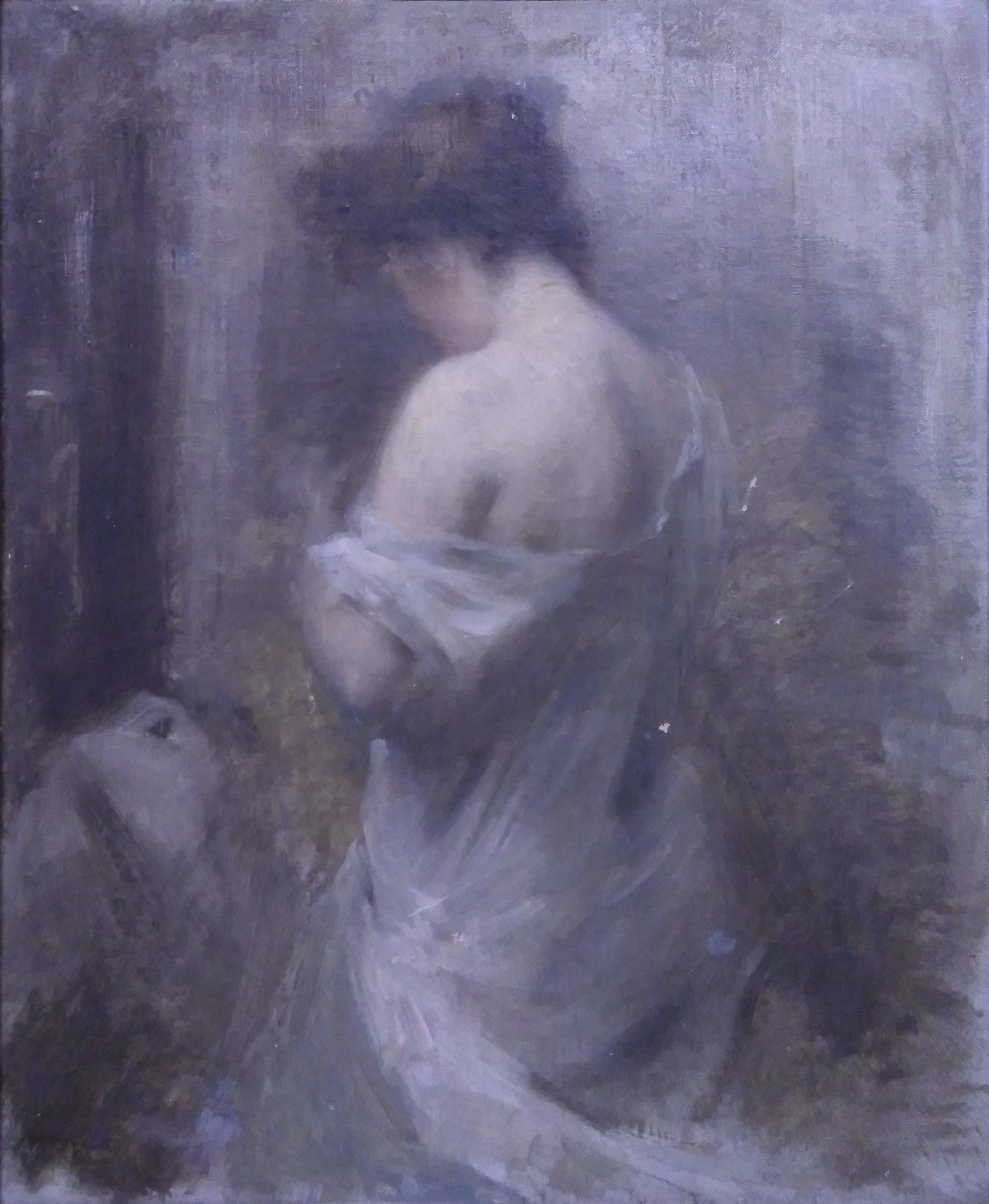
Armand Berton, Femme à sa toilette, c. 1890-1910.
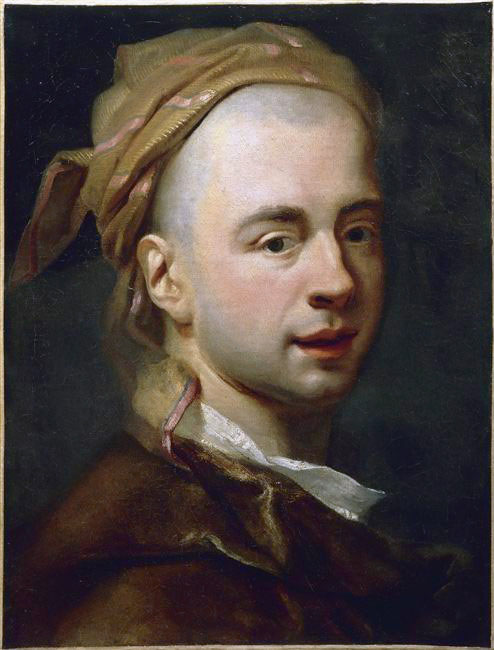
Jean-Baptiste Oudry, Autoportrait.

### Sous-sol
Les anciennes caves voûtées classées aux monuments historiques présentent une collection d'archéologie locale, notamment un sarcophage et une mosaïque provenant de la villa du Creux du Lare à Mantoche.

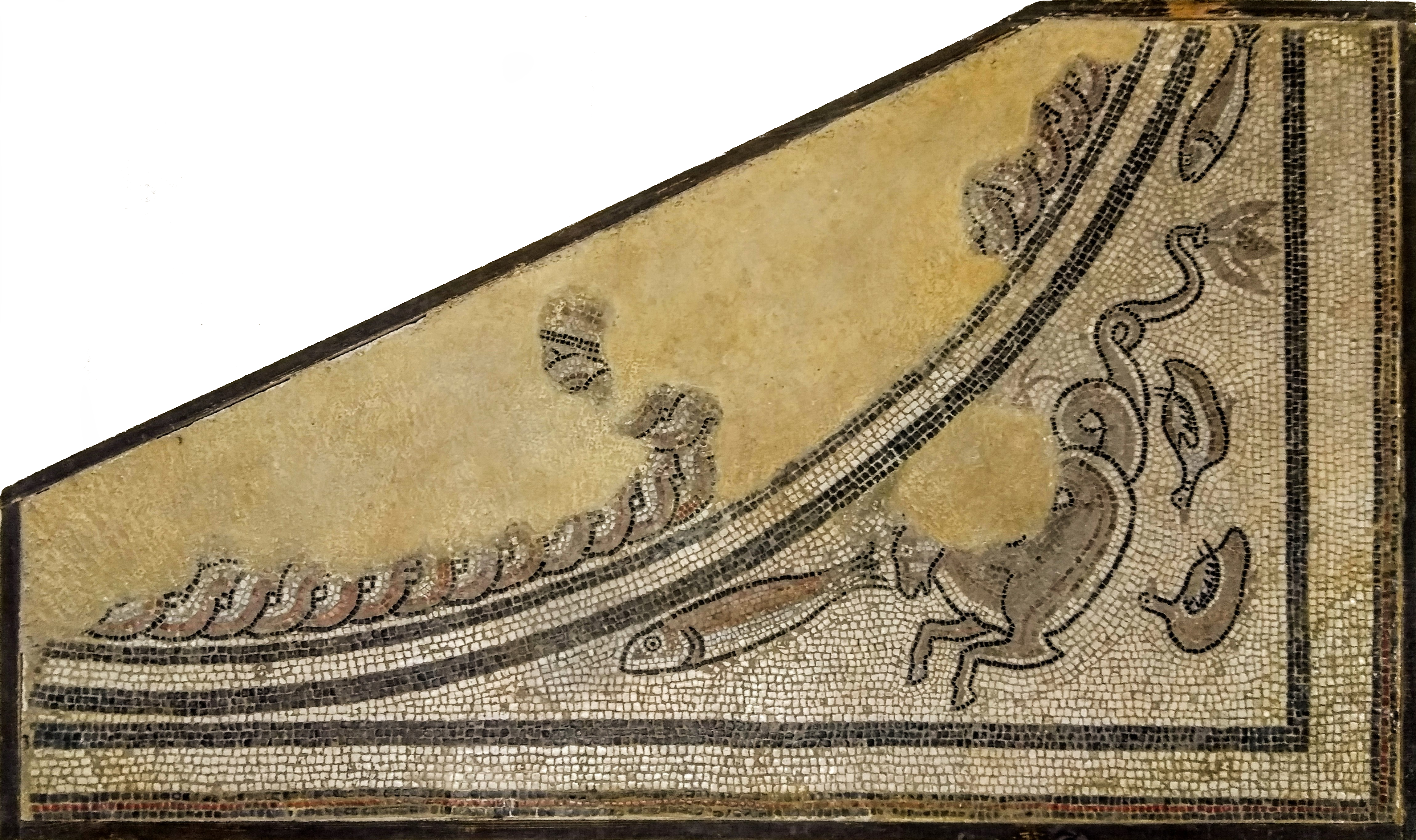
Mosaïque, Villa dite du Creux du Lare ou des Maizières, Ier siècle ap. J.-C.
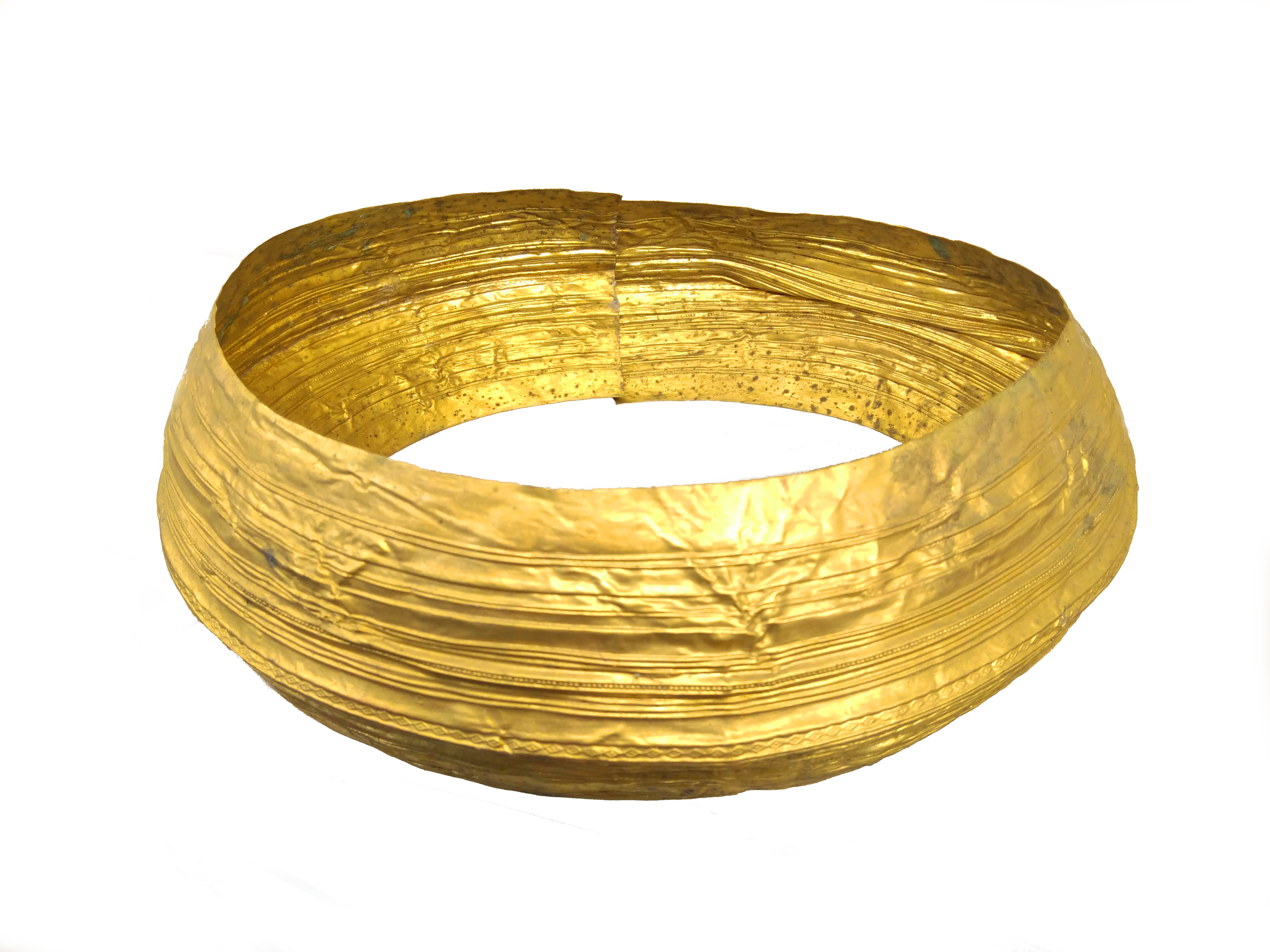
Reproduction d'un diadème ou collier en or (moulage), Tombe à char d'Apremont, VIe siècle av. J.-C.
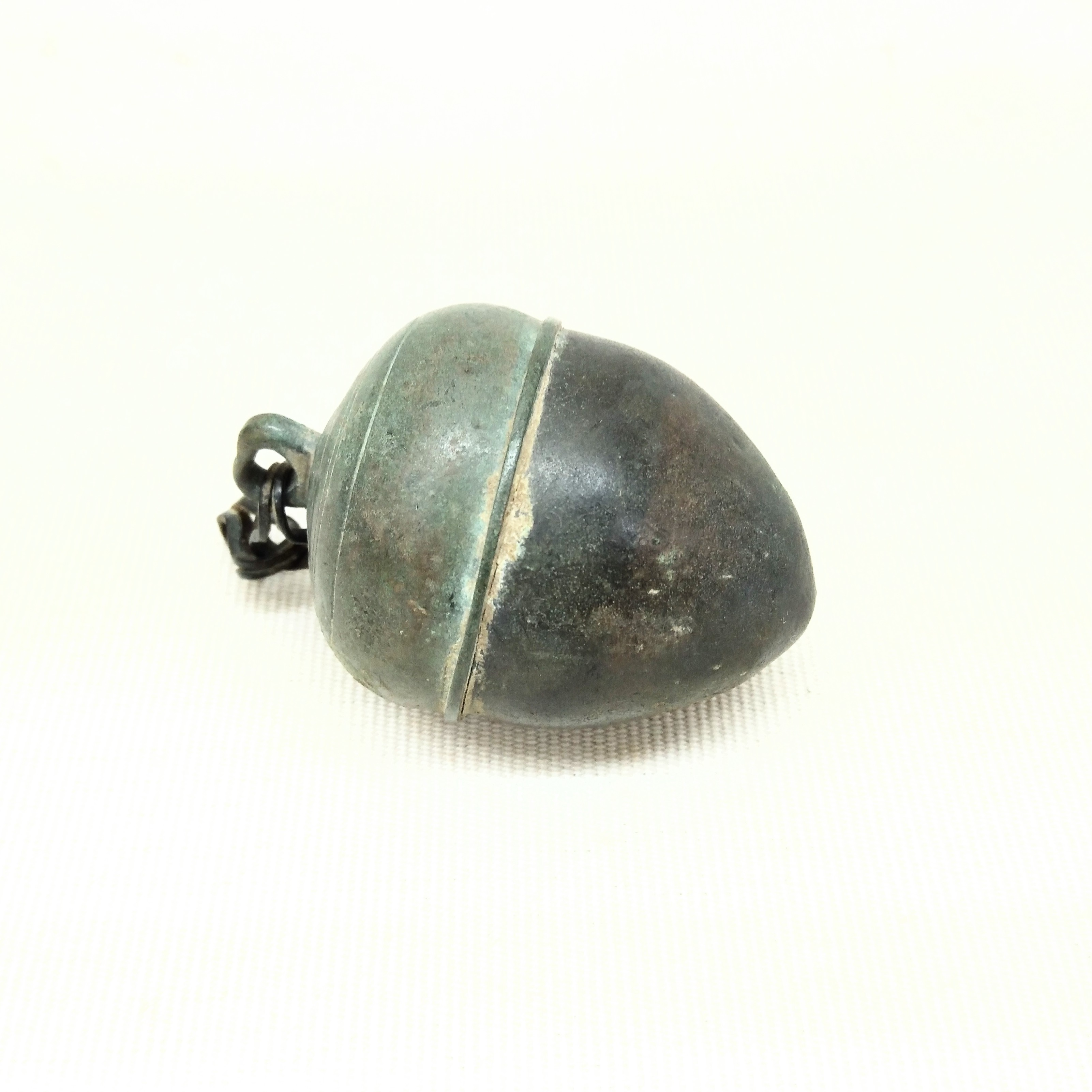
Contrepoids en forme de gland, Villa de Mantoche, époque gallo-romaine.
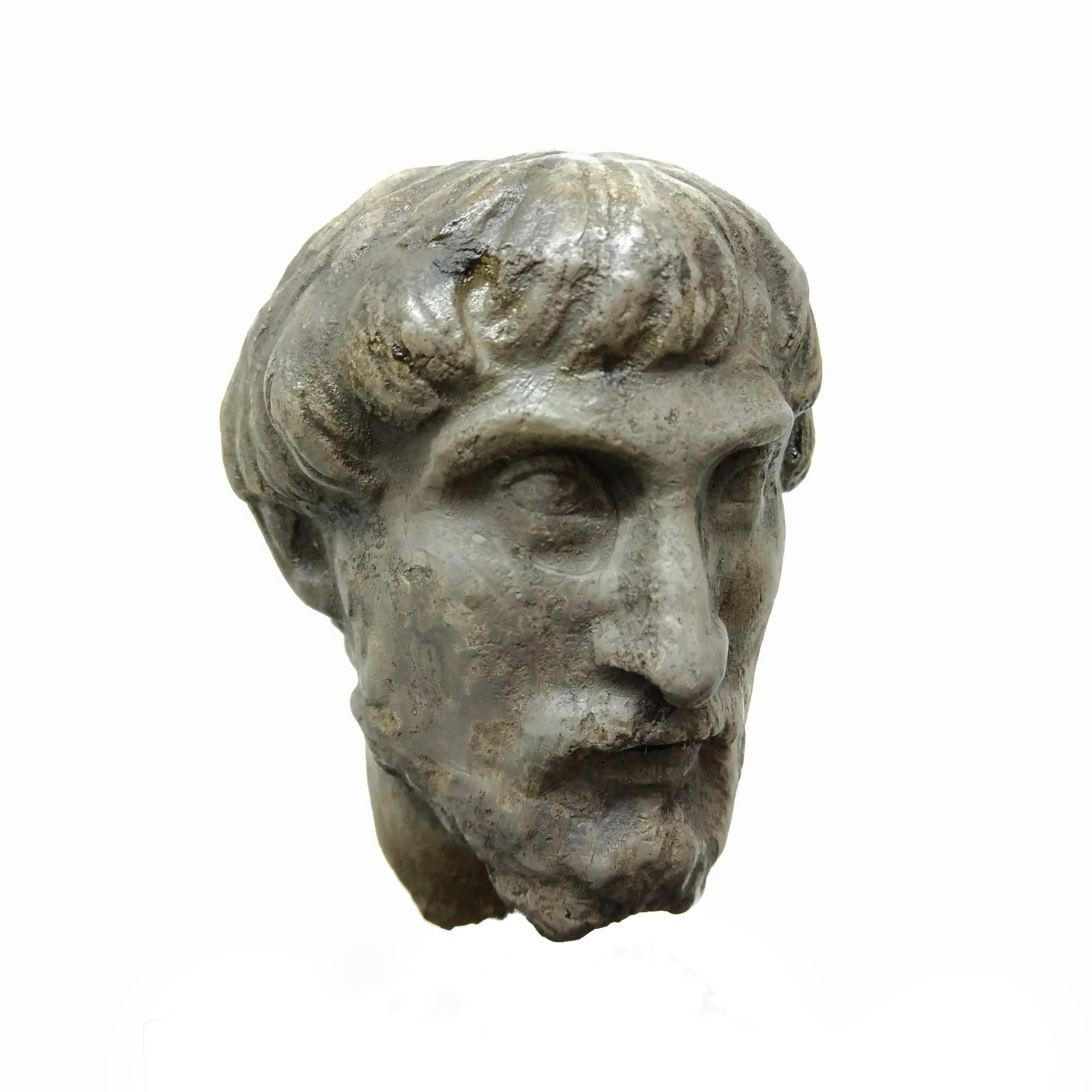
Fragment de visage de statuette, Villa de Mantoche, époque gallo-romaine.
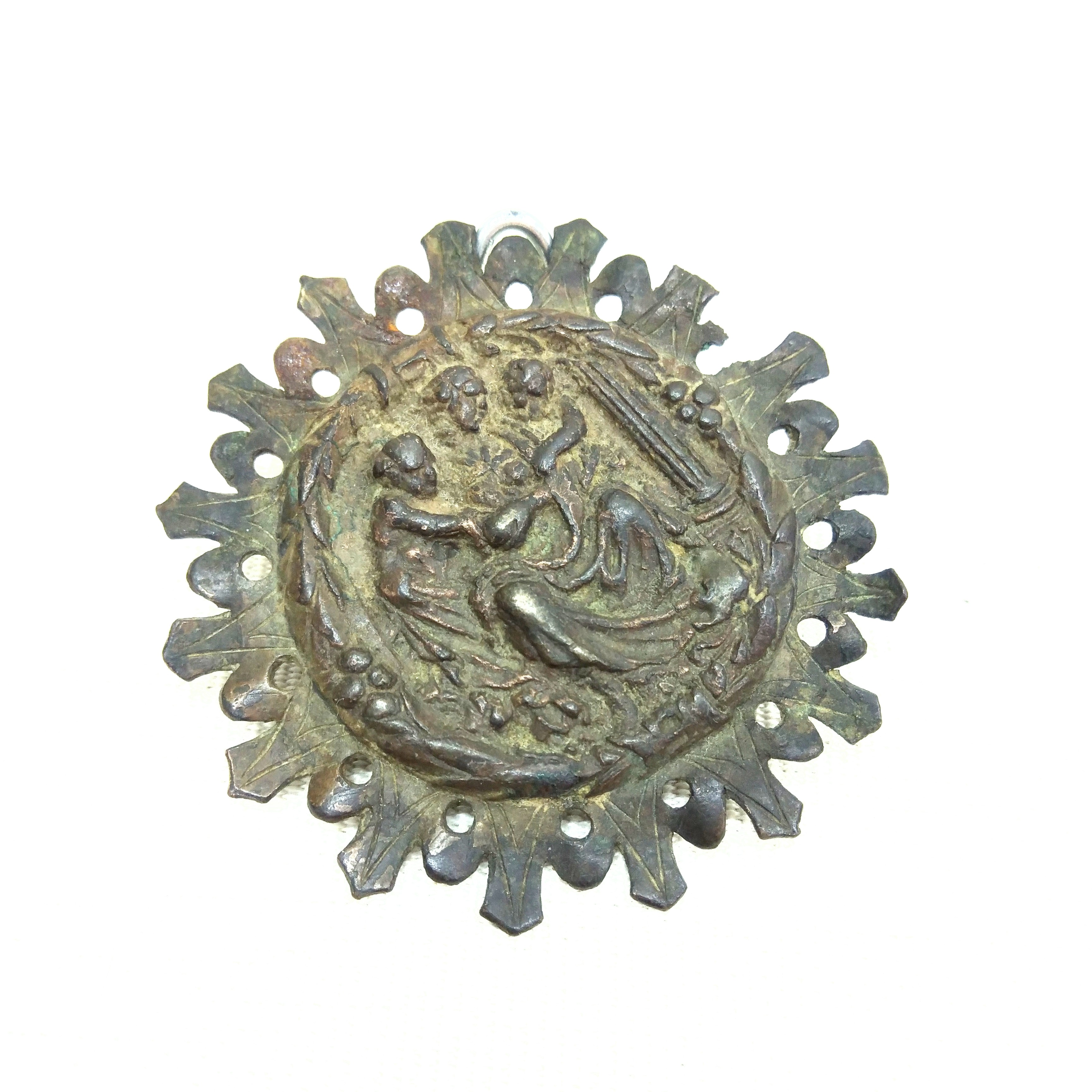
Médaillon d'applique ou broche, Mantoche, époque gallo-romaine.

## Expositions
| Henri Martin, Henri Le Sidaner : deux talents fraternels                                                                   | 2025      |
| Lorjou ou les révoltes d'un enchanteur                                                                                     | 2025      |
| Man Ray : Still alive | 2024      |
| Raymond Legueult : Peintre du bonheur                                                                                      | 2024      |
| Art Contemporain : Traces, Empreintes, Écologie                                                                            | 2023-2024 |
| Dalì : Insoumis | 2023      |
| La Belle Époque des Jeux                                                                                                   | 2023      |
| Pierre-Paul Prud'hon : Fragments d'un discours amoureux                                                                    | 2022      |
| Yann Arthus-Bertrand : Legacy                                                                                              | 2022      |
| Marblo, Chevauchées Fantastiques                                                                                           | 2022      |
| L'épopée napoléonienne racontée aux Français : Images d'Épinal                                                             | 2021-2022 |
| André Marchand, une si insolente liberté : l'atelier de Bourgogne                                                          | 2021      |
| Le legs Odette Clerget-Bondon : Vivre la modernité                                                                         | 2020      |
| Derniers impressionnistes : Le temps de l'intimité                                                                         | 2020      |
| Benoît Huot : _Immortels                                                                                                   | 2019      |
| Titouan Lamazou : Fraternel aventurier des arts et des Ailleurs du monde                                                   | 2019      |
| Corps et âme : d'Aman-Jean à Erró                                                                                          | 2018      |
| La jeune peinture des années 50                                                                                            | 2017      |
| Victor Charreton - Jules Zingg : Des saisons pour mémoire                                                                  | 2016      |
| Albert Besnard : Secrets d'atelier, sentiers d'une âme                                                                     | 2015      |
| Robert Fernier : Peintre et ami de Courbet                                                                                 | 2013      |
| Anna Quinquaud. Sculpter l’Afrique dans les années 30                                                                      | 2012      |
| Peindre le rivage : Denis, Marquet, Dufy...                                                                                | 2012      |
| Fascinants tropiques, peinture populaire du Brésil                                                                         | 2011      |
| Follement BD : Sur les pas de Bob Morane...                                                                                | 2011      |
| Bernard Buffet - Mon cirque                                                                                                | 2010      |
| Edmond Aman-Jean et ses contemporains dans les collections du musée Baron-Martin                                           | 2009      |
| Villa, Villam, Villæ | 2006-2007 |
| Symbiose, Exposition en collaboration avec le Markgräfler Museum de Müllheim dans le cadre du 20e anniversaire de jumelage | 2004      |
| À la recherche du bonheur 1870-1914 : Les années de la Belle Époque                                                        | 2003      |
| Ils furent tous attirés par le Sud et par l'Orient                                                                         | 2002      |
| Jean Messagier (1943-1998): Œuvres graphiques                                                                              | 2000      |